# Revolutions- und Empiremode
Als Revolutions- und Empiremode werden drei Modestile zusammengefasst, die zeitlich auf das Rokoko folgen. Der dritte Stil, zeitlich zwischen der Französischen Revolution und dem napoleonischen Empire gelegen, ist das Directoire. Diese Kleidungsstile sind nicht ganz klar voneinander abgrenzbar, auch weil sie ungewöhnlich schnelllebig waren und fließend ineinander übergingen. Die Revolutionsmode wird meist auf von 1789 bis 1795 datiert, das Directoire auf 1796 bis 1804 und die Empiremode bis etwa 1820. Diese Daten beziehen sich allerdings nur auf politische Ereignisse, nicht auf stilistische Unterschiede.

## Die Revolutionsmode

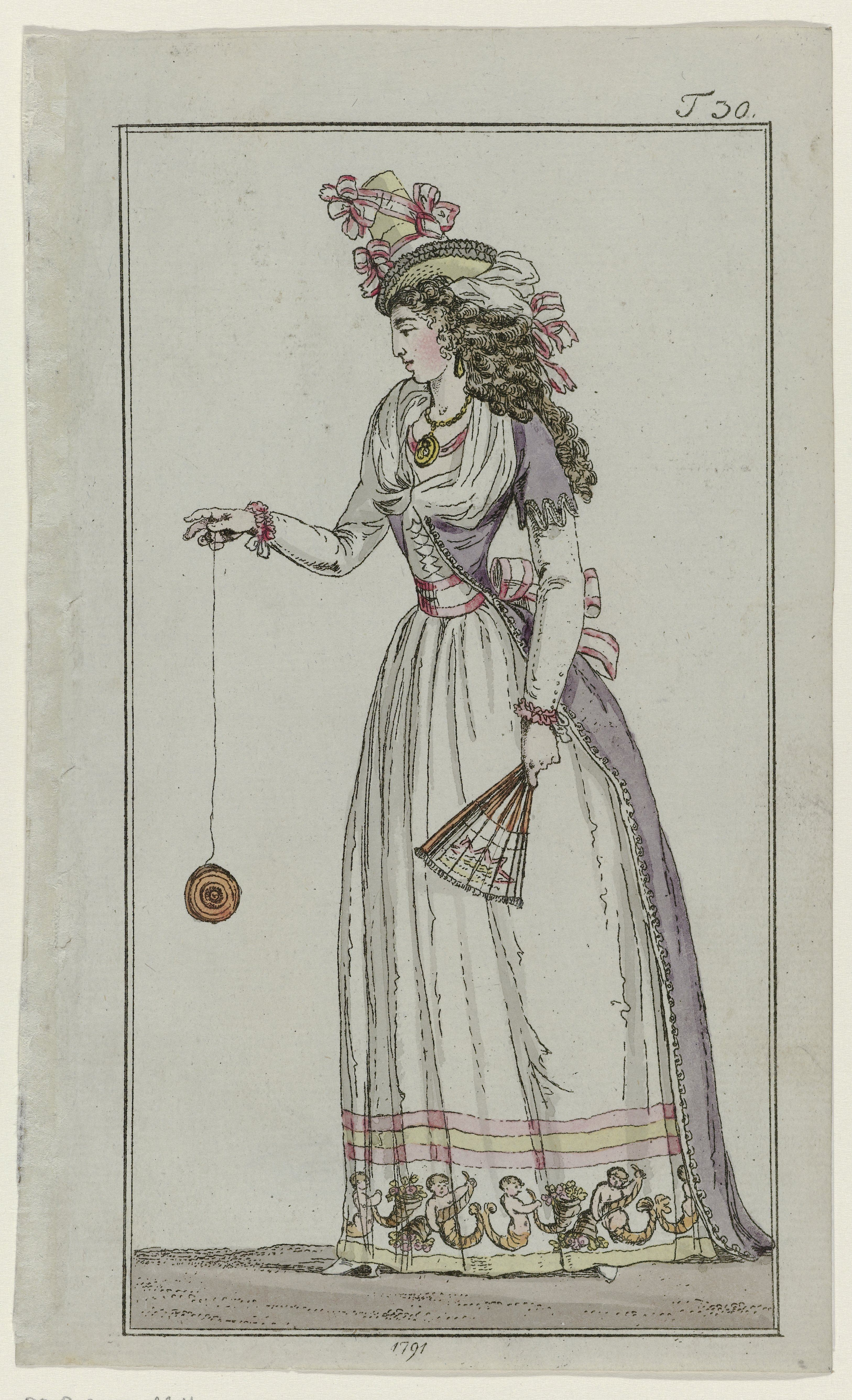
Modekupfer, Oktober 1791

Der Begriff der Revolutionsmode ist eigentlich irreführend, da die herrschende Kleidermode zwischen 1789 und 1794 den Stil der 1780er Jahre fortführte. Ausschließlich in Frankreich macht sich die Französische Revolution in der Kleidung durch eine eher politisch als modisch motivierte Ablehnung alles dessen bemerkbar, was an das Königtum, das Ancien Régime, erinnerte. Dies ging 1793 so weit, dass Männer wie Frauen mit gepuderter Perücke riskieren mussten, als Royalisten angeklagt und enthauptet zu werden. Eine Revolutionsmode im engeren Sinne gab es naturgemäß nur in Frankreich, vor allem in Form von Kleidung und Accessoires in den neuen Nationalfarben Blau, Weiß und Rot oder Dekoren mit französischen Lilien. Die Tracht der Sansculottes mit langen Hosen, einer Carmagnole genannten kurzen Jacke und phrygischer Mütze fand keine allgemeine Verbreitung, sondern war vielmehr ein Erkennungszeichen extremer Revolutionäre.

### Die Damenmode
Die Damenmode folgte hauptsächlich den Linien der englischen Mode, die sich ab den 1770er Jahren in ganz Europa verbreitet hatte. Die Kleider wurden nach wie vor eng anliegend über Schnürbrüsten getragen, meist vorn mittig mit Haken und Ösen geschlossen, mit schmalen Ärmeln, die bis zum Handgelenk reichten. Besonderer Beliebtheit erfreuten sich Oberteile, die nur über der Brust geschlossen zu sein und nach unten hin über einem Stecker oder einer Weste aufzuklaffen schienen. Die Röcke wurden nicht mehr mit einem Reifrock, sondern nur mit Hüftwülsten oder Po-Kissen ausgestellt. Die Frisuren waren lockig gebauscht und wurden entweder mit großen, luftig aufgebauschten Hauben oder mit entweder breitkrempigen oder hohen, zylinderartigen Hüten bekrönt. Die Brust wird mit großen Schultertüchern bedeckt, den Trompeusen, die eine große Oberweite vortäuschen, die Taille wird durch Schärpen oder breite Gürtel betont. Auch die Orientmode mit Kleiderformen à la Turque, à la sultane oder à la circassienne bestand weiter, ebenso die Mode der Chemisenkleider.
Neben den Hüten und langen Ärmeln wurden weitere Anleihen an der Männermode genommen, vor allem in Form von Westen (die allerdings, anders als bei den Männern, keine eigenständigen Kleidungsstücke waren, sondern in das Oberteil integrierte Schein-Westen) sowie breite Revers und Pelerinen am riding coat, der sich im Lauf der 1780er Jahre von einem tatsächlichen Mantel hin zu einem Alltagskleid entwickelt hatte, das durchaus auch aus Seide gefertigt sein konnte und in dieser Form auch in England französisiert rédingote genannt wurde.

### Die Herrenmode

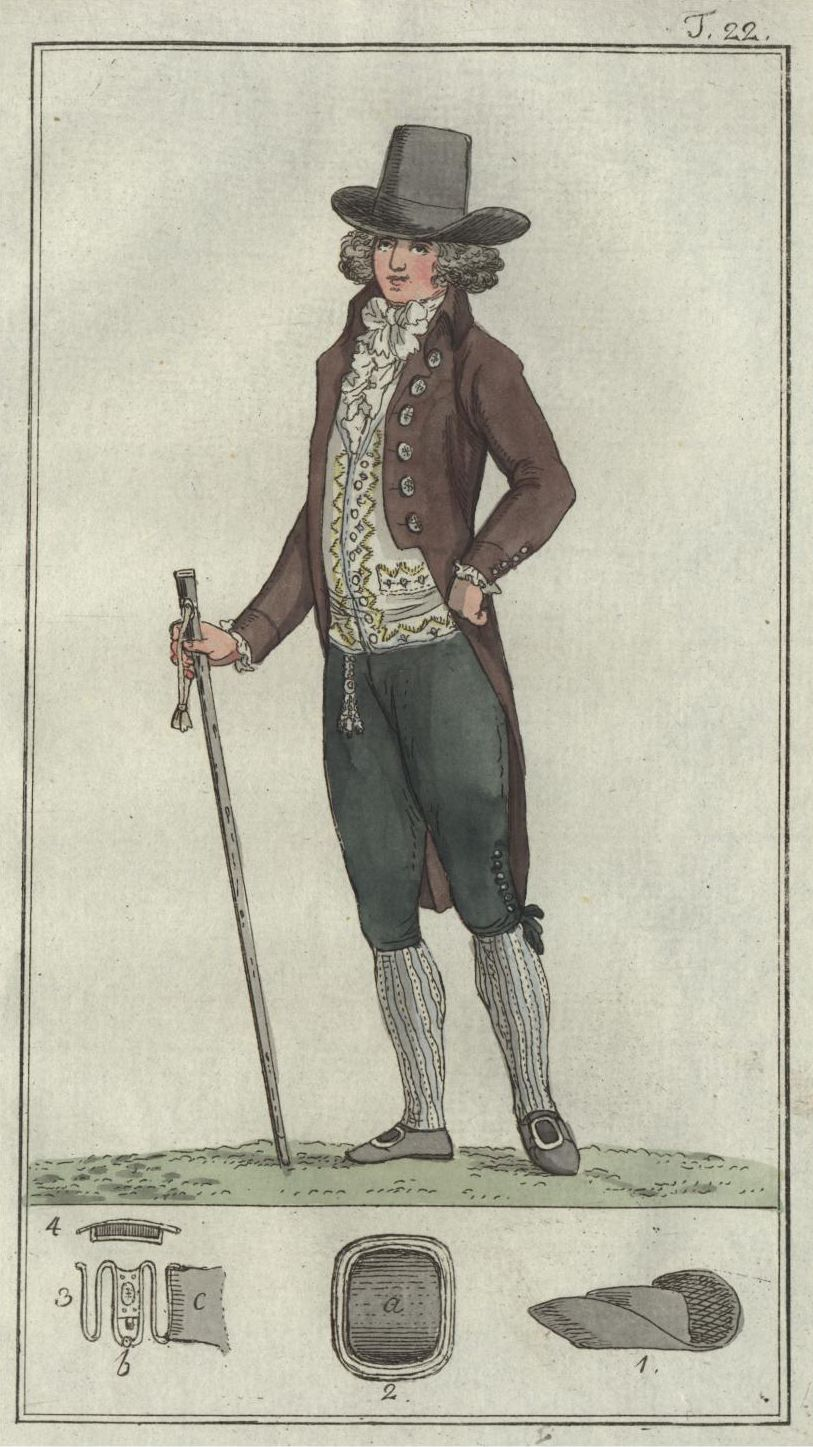
Modekupfer, August 1790

„In der männlichen Tracht hat sich bis jetzt noch nichts geändert“, schreibt der Korrespondent des Journals des Luxus und der Moden im Juli 1790 aus Paris. Wie schon in den 1780er Jahren waren die Westen taillenkurz, oft zweireihig, mit oder ohne Revers und zumeist in hellen Farben gehalten. Die Fracks und Kniehosen wurden vorzugsweise aus dunklem Tuch oder aus dunkelgrundigen, gestreiften Seidenstoffen gefertigt. Die Knöpfe an den Röcken waren groß und meist funktionslos, da der Rock üblicherweise offen getragen wurde und die Vorderkanten über der Brust gar nicht zusammentrafen. Die Ärmel waren ebenso wie die Rockschöße schmal und lang. Eine relativ neue Entwicklung ist es, die Vorderkante des Rocks etwa auf Bauchhöhe in einer waagerechten Stufe zurückzuschneiden. Aus dieser Variation entwickelte sich im Lauf des frühen 19. Jahrhunderts der heute bekannte Frack.
Die Westen hatten entweder kleine Stehkrägen und der Rock einen umso höheren, oder die Weste hatte selbst einen hohen Stehkragen und der darüber getragene Rock stattdessen einen breiten, fast pelerinenartigen Umlegekragen. Die Hosen waren eng geschnitten und reichten weiter über die Knie hinab als früher. Die Strümpfe waren oft auffällig gemustert; am beliebtesten scheinen blau-weiße senkrechte Streifen gewesen zu sein.
Ähnlich wie bei den Damen waren wuschelige, lockige Frisuren beliebt, daneben aber auch noch Zopffrisuren mit nur einer Haarrolle auf jeder Seite. Frühe Arten des Zylinders waren die vorherrschende Hutform. Ein häufiges Accessoire war die Uhrkette (Chatelaine), die der kurzen Weste wegen besonders augenfällig auf die Hose hinabbaumelte.

## Directoire und Empire
Oft wird die frühe griechische Demokratie als Grund dafür angeführt, dass der „griechische Stil“ vor allem in der Damenmode populär wurde, allerdings ist der goût grec in Frankreich bereits seit den 1760er Jahren beliebt; in England war die klassische Antike seit dem 17. Jahrhundert nie aus der Mode gekommen. Es handelt sich also keineswegs um eine neue Entwicklung, die von der Französischen Revolution ausgelöst wurde. Hinzu kommt, dass seit den 1770ern der europäische Modewandel nicht mehr von Frankreich ausging, sondern von England, so dass Befindlichkeiten des nachrevolutionären Paris nur noch wenig Einfluss auf die Mode hatten. Dass England europäischen Zeitgenossen als Mutterland des Parlamentarismus und mithin der Demokratie galt, kann die modische Vorherrschaft Englands in der Folge der Französischen Revolution durchaus verstärkt haben.

### Die Damenmode

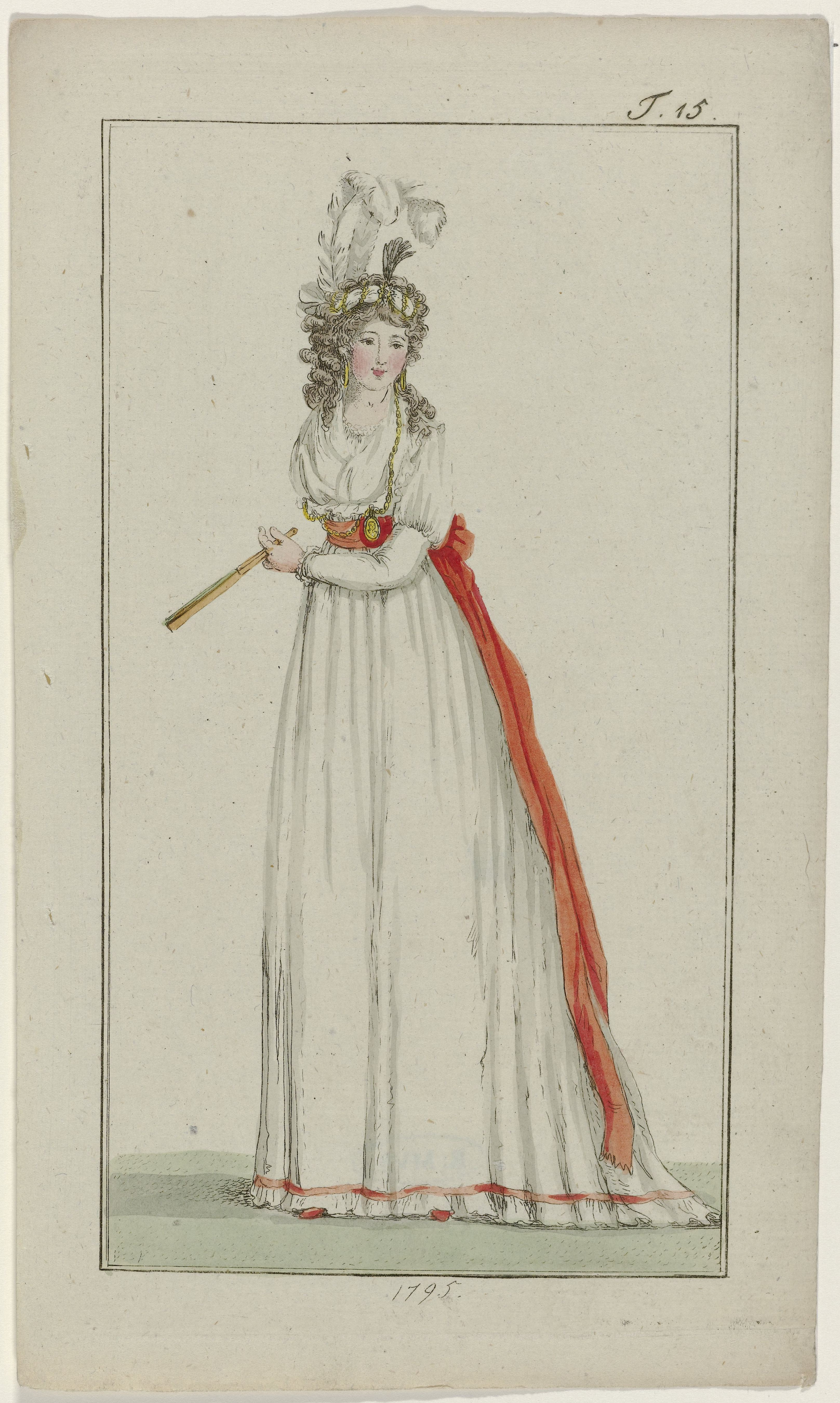
Modekupfer, 1795

Die hohe Taille, die man gemeinhin mit der Mode des ausgehenden 18. und beginnenden 19. Jahrhunderts assoziiert, zeigt sich erstmals im Lauf des Jahres 1795 in Modekupfern – zuerst, im Frühjahr des Jahres, nur einen Hauch höher als die anatomische Taille, im Herbst 1796 hingegen bereits fast unter der Brust. Die Mode der Chemisenkleider, die in den 1780er Jahren begonnen hatte, setzte sich nun endgültig durch. Bezeichnungen wie „à la greque“, „à l'athénienne“ oder „griechisches Costum“ zeugen davon, dass die feinen weißen Baumwollstoffe und einfachen Zuschnitte in ihrer Schlichtheit die Zeitgenossen an die griechische Antike erinnerten. Diese Assoziationen mögen geholfen haben, das antikisierende Erscheinungsbild der Chemisenmode mit Ideen von Demokratie und Befreiung (von Monarchie, aber im übertragenen Sinne auch von steifer und in der Bewegung einschränkender Kleidung) in Verbindung zu bringen und im Zeitgeist zu verankern. Zum Befreiungs-Gedanken passte es auch, dass die neue, schmale Silhouette mit nach oben verschobener Taille und breiten Schärpen oder über dem Kleid getragenen Corselets es möglich machte, auf formgebende Unterbauten wie Schnürbrust und Hüftpolster zu verzichten. Andererseits bestand dadurch auch keine Möglichkeit mehr, unter dem Rock um die Taille gebundene Taschen zu tragen (sie hätten sich unter dem Rock als Beule abgezeichnet), so dass die Damen ihre Habseligkeiten nun in einer Handtasche mitführen mussten, dem Réticule.
Der „griechische Geschmack“ äußerte sich auch darin, dass die Ärmel der Kleider nicht mehr bis zum Handgelenk reichten, wie es zuvor fast zwangsläufig der Fall gewesen war, sondern nur noch bis zum Ellenbogen oder gar bis zum halben Oberarm. Entsprechend lang waren die Handschuhe, so dass der Arm vollständig bedeckt blieb. Ebenfalls auf griechischem Vorbild beruhten die nunmehr absatzlosen Schuhe, die in der Art antiker Sandalen mit Bändern um die Waden gebunden wurden, sowie scheinbar nachlässig in und um die locker hochgesteckte Frisur geschlungene Tücher.
War die hohe Taille anfangs nur von jungen Damen übernommen worden, führte um 1800 kaum noch ein Weg an ihr und an weißen, kurzärmeligen Musselinkleidern vorbei. Auch Jacken und Mäntel waren hoch tailliert. Große Schals, die – damals vornehmlich aus Kammgarn – bereits in den 1780er Jahren aufgekommen waren, gehörten zu nahezu jedem Anzug und wurden aus Musselin, Wollstoffen sowie Kaschmir gefertigt. Ausgefallene Hutkreationen in unterschiedlichsten Formen kamen und gingen in schnellem Wechsel. Eine Neuentwicklung sind Huthauben (bonnet genannt) mit Schirm über der Stirn, Vorläuferformen der Schute.
Insgesamt wirkt die „griechische“ Mode des ausgehenden 18. Jahrhunderts ihrer lang fließenden Silhouette, die bis dahin oft noch von einer Schleppe betont wurde, die luftigen Stoffe und einfachen Zuschnitte, die oft nur durch Raffungen und Zugbänder auf Figur gebracht wurden, informell, lässig und unbeschwert. Ab 1800 wandelt sich dieser Eindruck allmählich: Statt Raffungen sorgen wieder ausgeklügelte Schnitte und Taillennähte für Passform, wodurch auch wieder Verschlüsse in Form von Knöpfen oder Schnürungen nötig werden. Die Stoffe werden im Lauf des ersten Jahrzehnts des neuen Jahrhunderts schwerer und steifer, die Silhouette des Kleidrockes zunehmend kegelförmig. Die Röcke werden kürzer, Schleppen verschwinden, die enganliegenden Ärmel des Directoire weichen kurzen Puffärmeln. Obwohl Weiß die vorherrschende Farbe der Frauenkleidung bleibt, werden dunklere und dunkle Farben häufiger, besonders ab etwa 1810.
Da der Ausschnitt im Lauf der Jahre immer tiefer wurde, die Brust hingegen unnatürlich hoch getragen werden sollte, kam auch formende Unterkleidung zurück, nun allerdings als Korsett mit (Einzel-)Körbchen, eingezogener Taille und zur Hüfte hin weiter werdend, also der natürlichen Figur folgend.
Im Lauf der 1810er Jahre rückte der Ausschnitt wieder weiter hoch und die Ärmel wurden länger. Später wanderte auch die Taille allmählich tiefer, während die Saumumfänge der Röcke wuchsen. Der Übergang zum Biedermeier ist fließend und erstreckt sich über die späten 1810er und frühen 1820er Jahre.

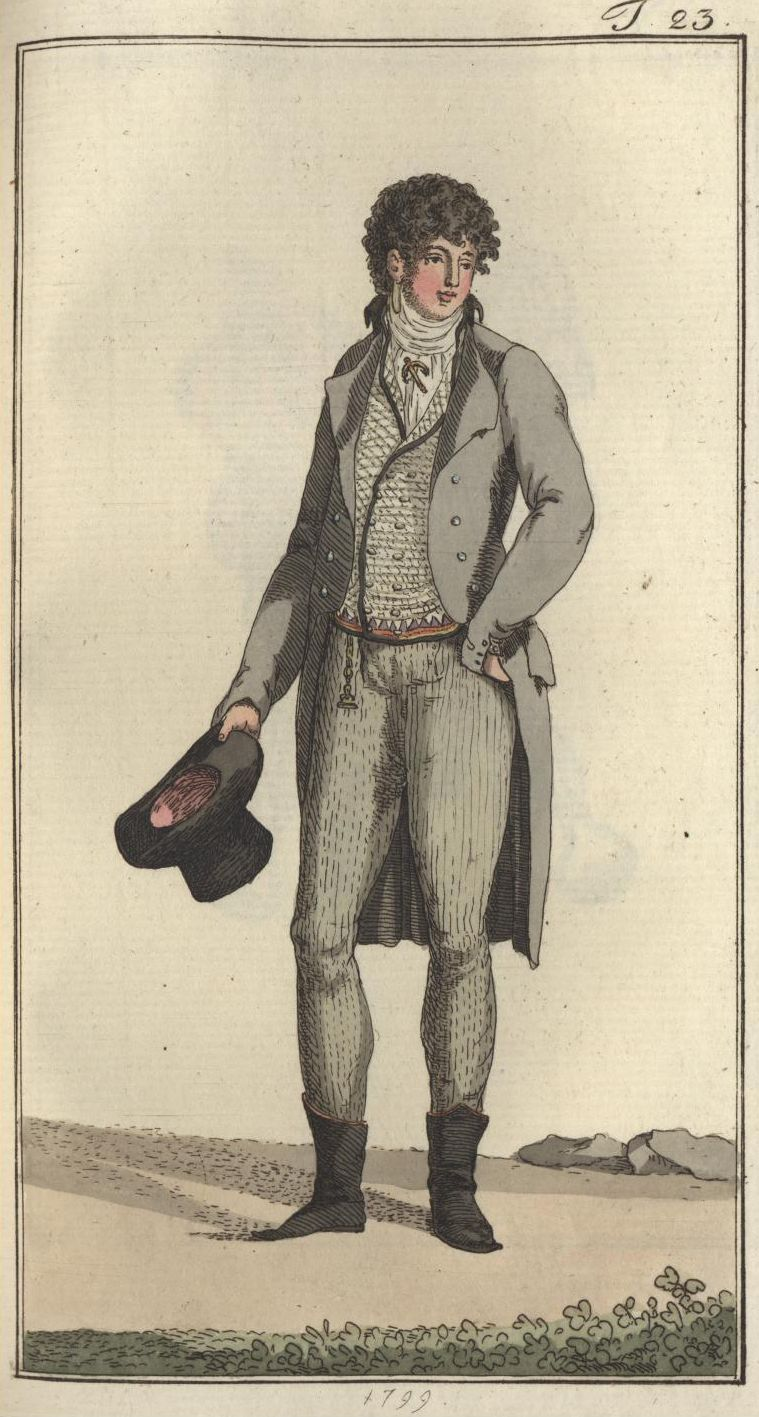
Modekupfer, August 1799

### Die Herrenmode
Eine der auffälligsten Änderungen in der Männermode der 1790er Jahre ist die lange Hose, die um 1800 bereits gleichberechtigt neben der Culotte steht, diese aber noch bis in die 1810er Jahre hinein nicht vollständig verdrängen kann. Da die Mode immer noch enganliegende Hosen erforderte, reichte es für manche Stutzer nicht mehr, sie schräg zum Fadenlauf zuzuschneiden, so dass man sie aus dem elastischen Tricot fertigte. Dazu wurden mehr oder weniger hohe Stiefel getragen und statt der langen Strümpfe früherer Zeiten Socken. Ähnlich wie bei den Damen geht der Trend zur Einfachheit: Rüschen an Brustschlitz und Manschetten des Hemdes kamen in den frühen Jahren des neuen Jahrhunderts fast völlig aus der Mode. Statt der Halsbinde trug man einen mehrfach um den hoch aufgestellten Hemdkragen geschlungenen, langen weißen Schal, der unter dem Kinn zu einer Schleife gebunden wurde. Man trug bevorzugt das eigene Haar, ungepudert und in einer natürlich wirkenden Fisur, dem Tituskopf.
Mit der Zeit rückte auch bei den Männern die Taille höher: In dem Maß, in dem der Saum der Weste sich nach oben zurückzog, folgte ihm im Gegenzug der Hosenbund. Die Vorderteile des Fracks wurden über Bauch und Taille waagerecht weggeschnitten, so dass mitunter die Unterkante der Weste darunter hervorlugte. Die kurzen Westen wiederum wurden nur noch am Saum geschlossen, so dass das breite Revers bei geöffnetem Frack den Blick auf das Hemd freigab, das das ganze 18. Jahrhundert hindurch praktisch unsichtbar gewesen war. Zum Zylinder, der weiterhin die verbreitetste Hutform war, trat der Zweispitz, dessen breite Krempe rechts und links aufgeschlagen war.

## Galerie

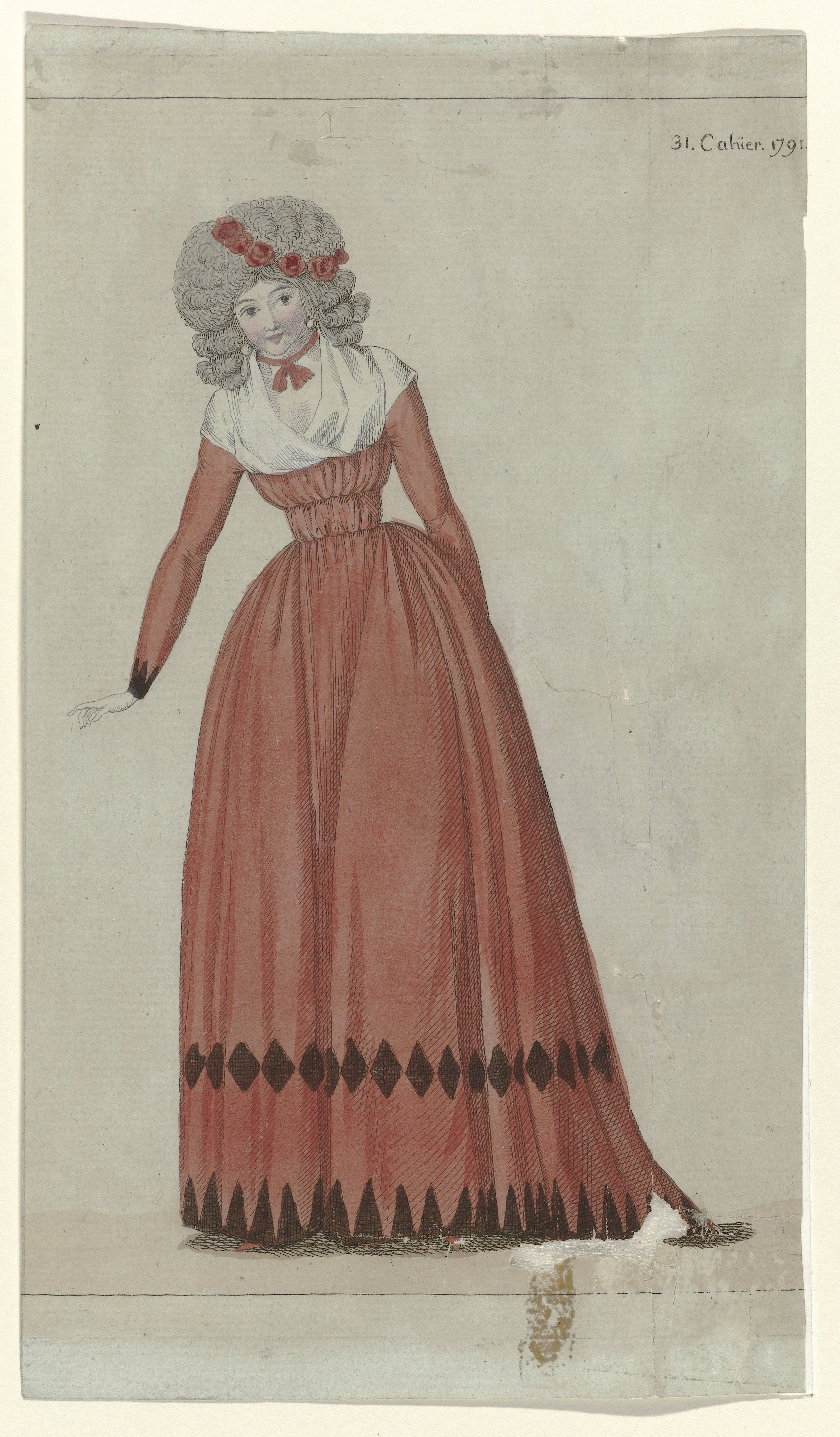
1791
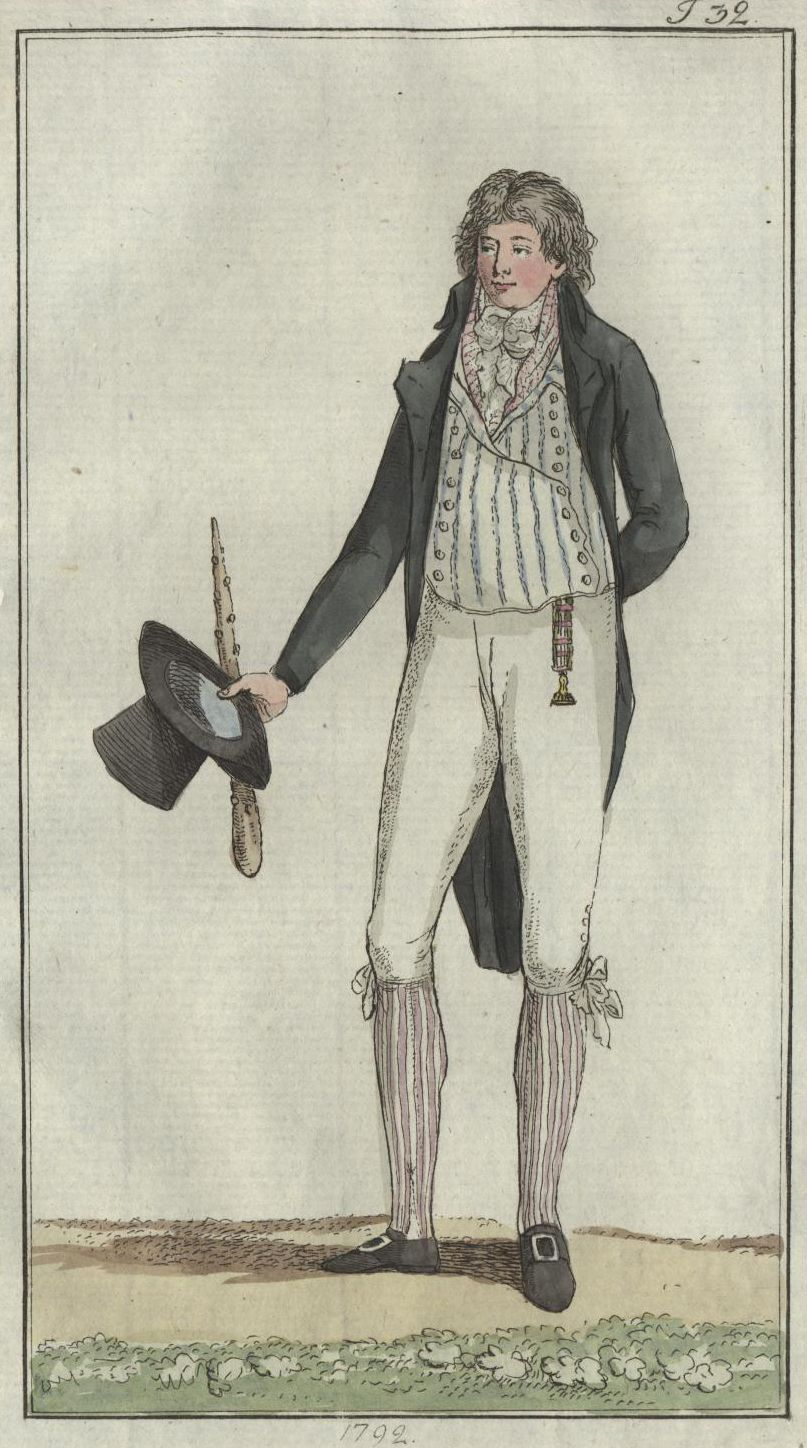
1792
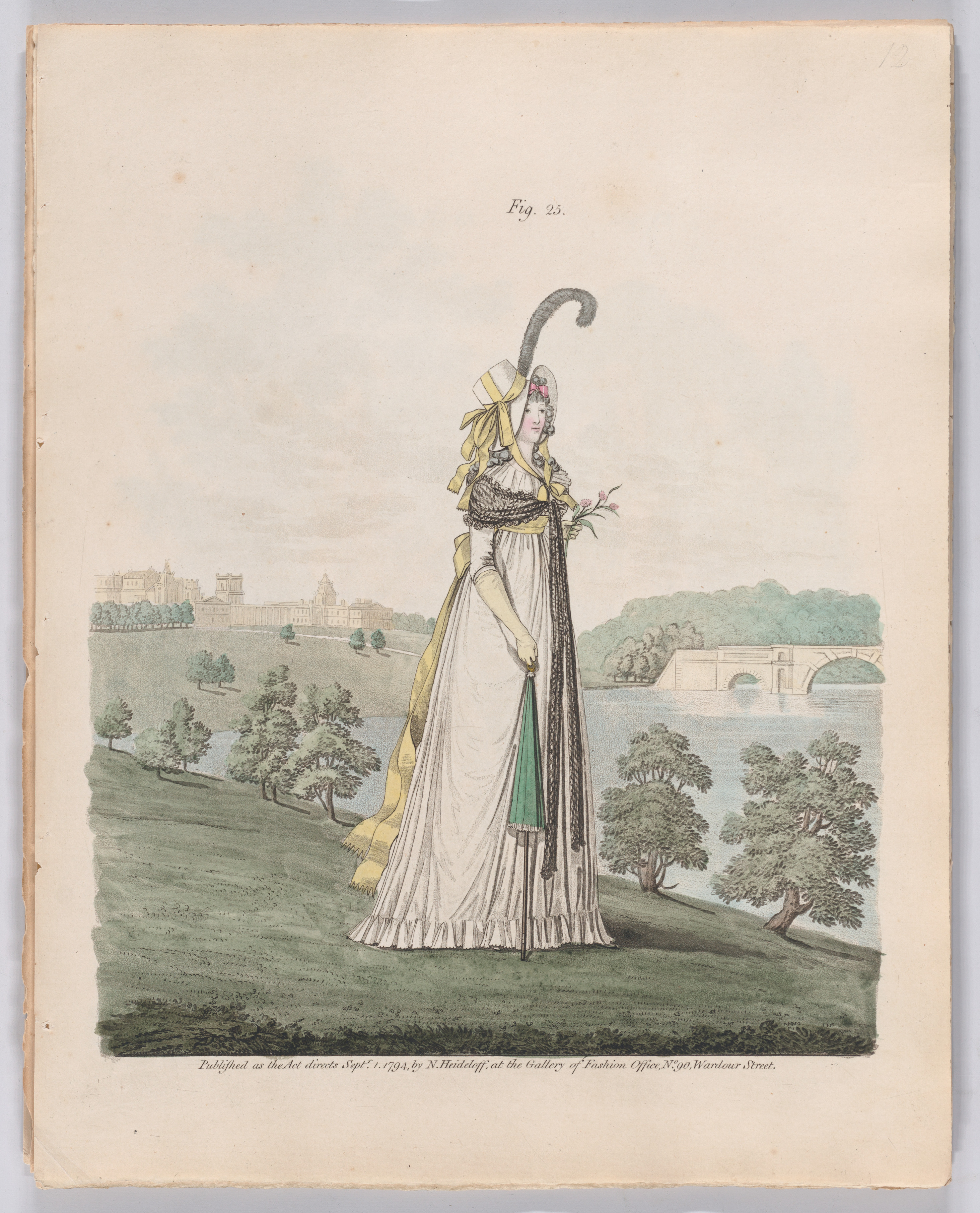
1795
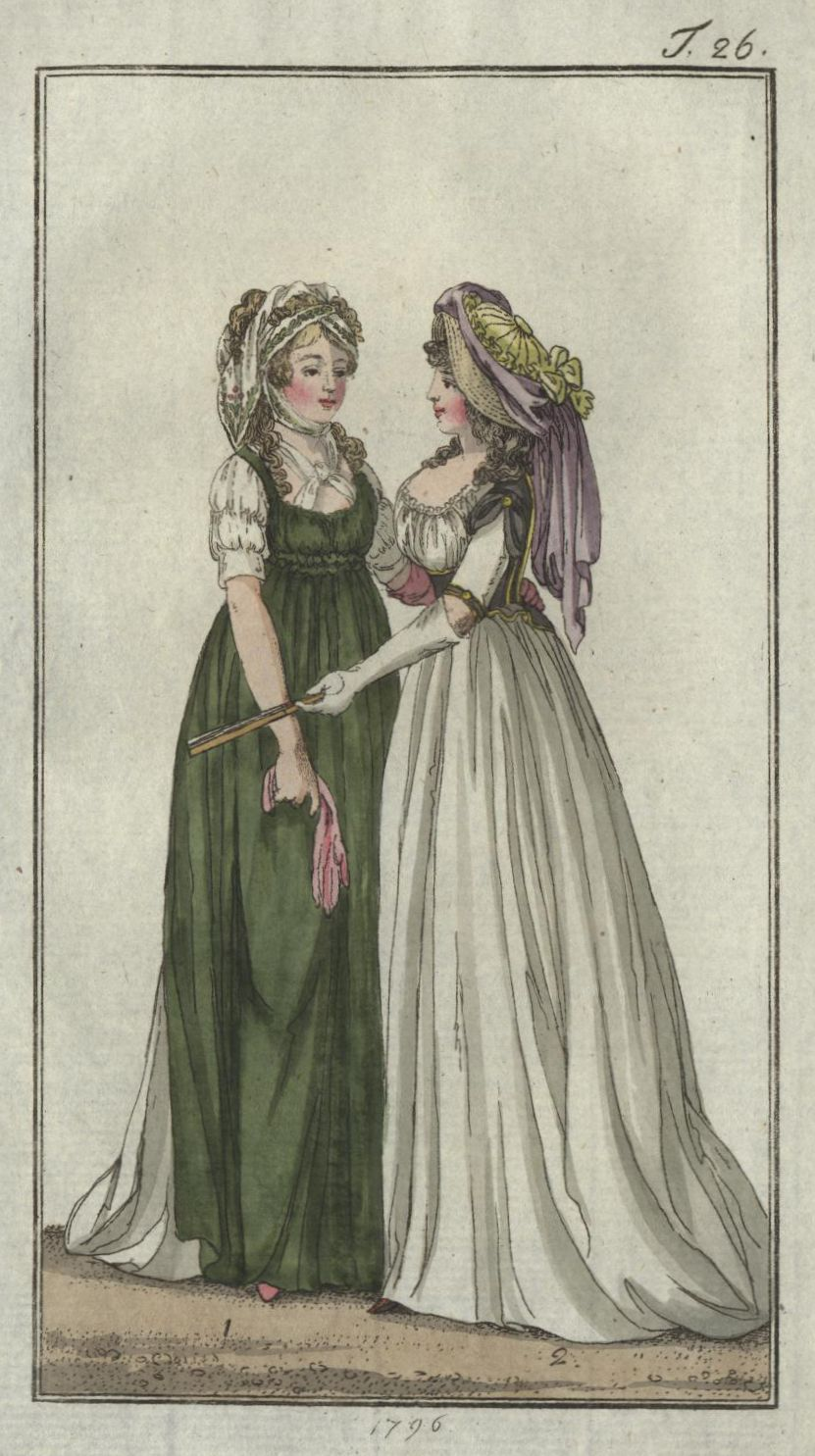
1796
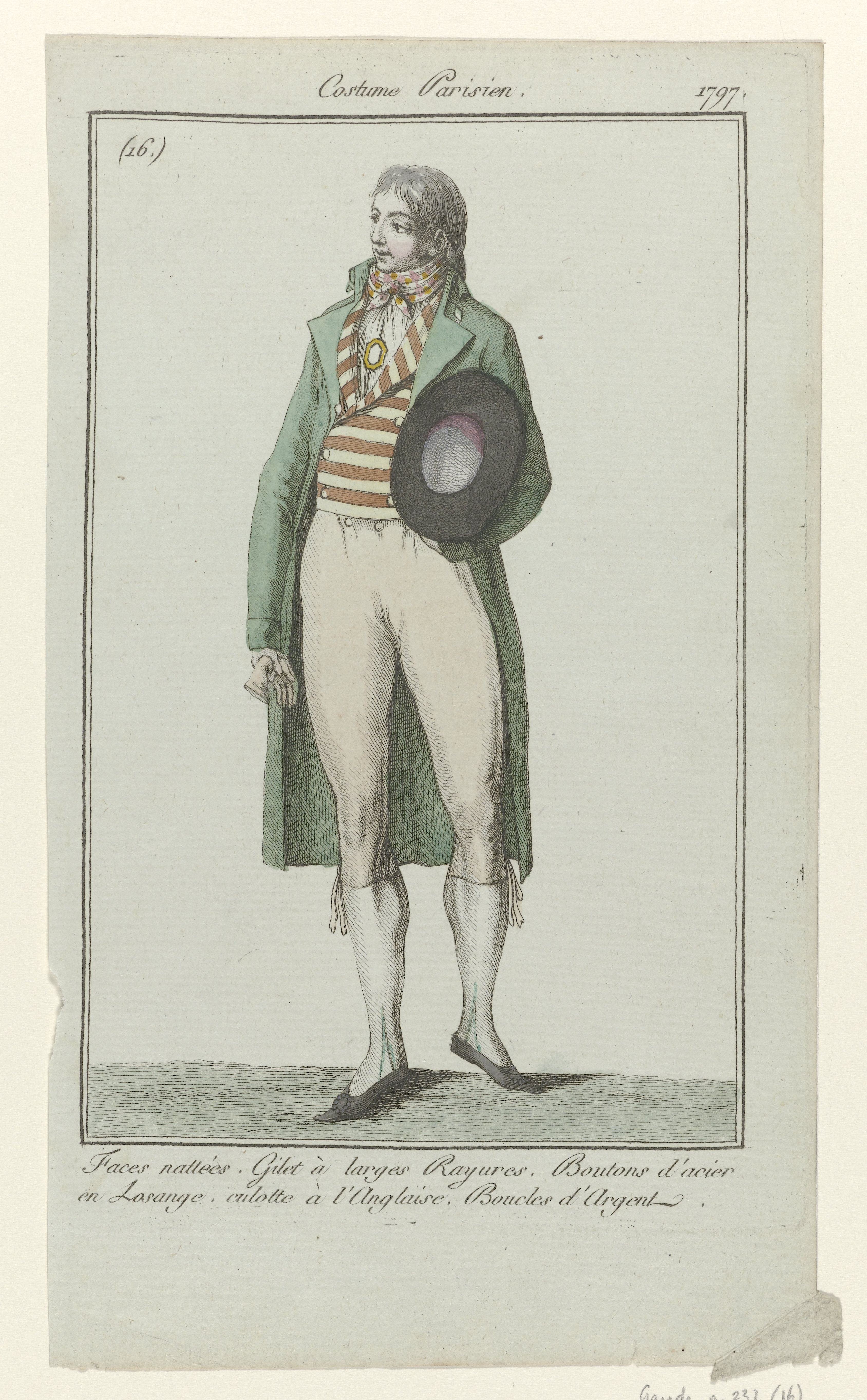
1797
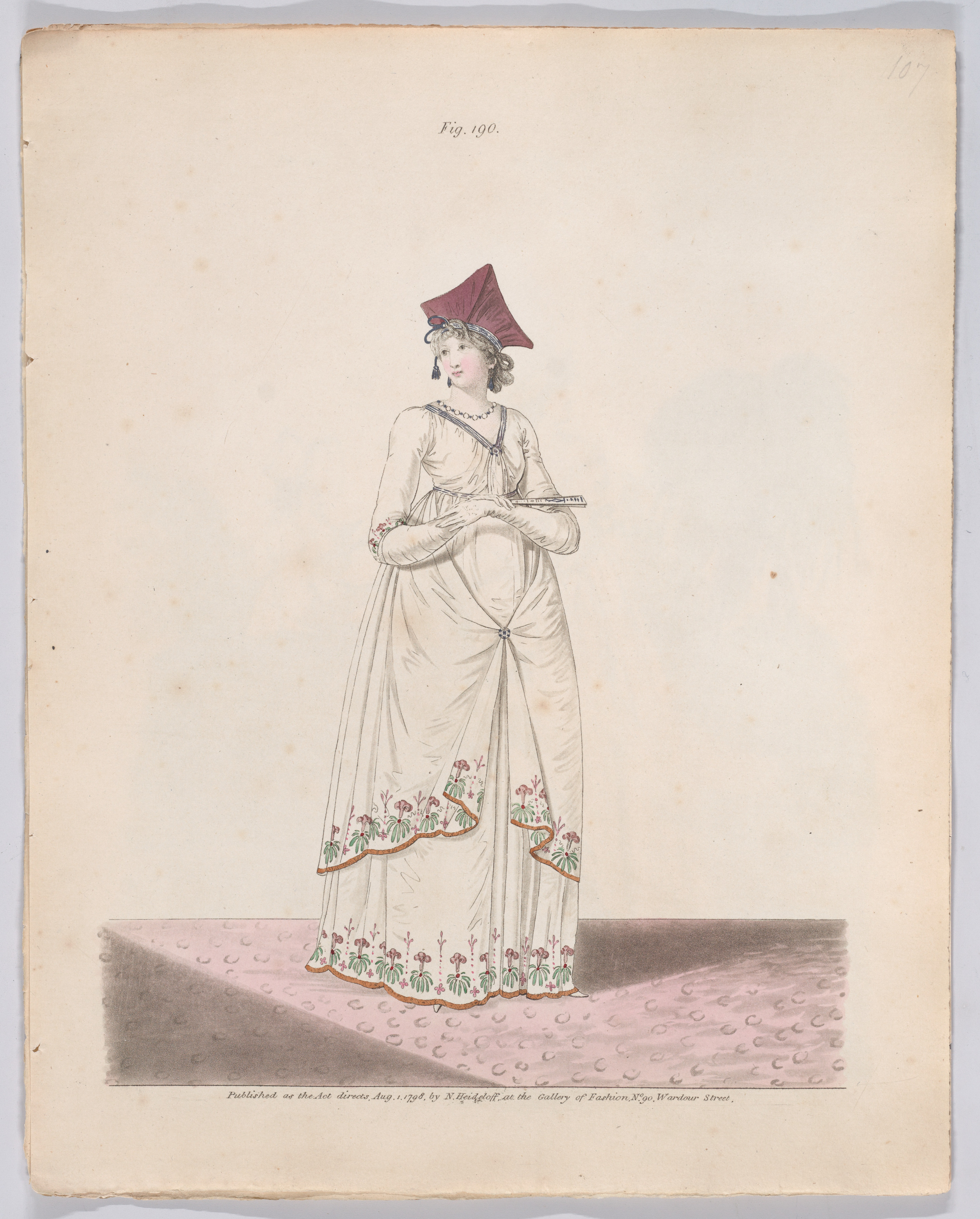
1798/99
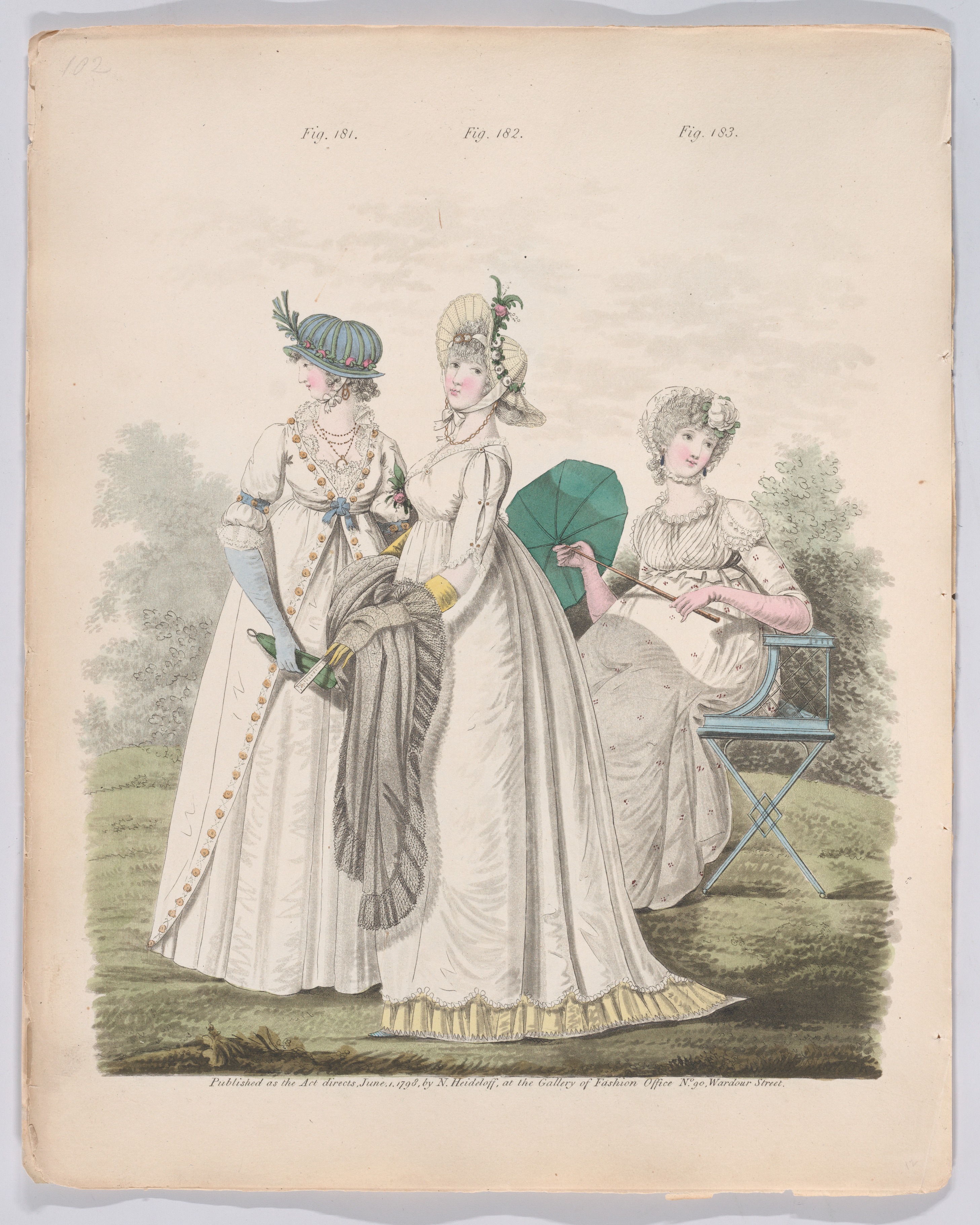
1798/99
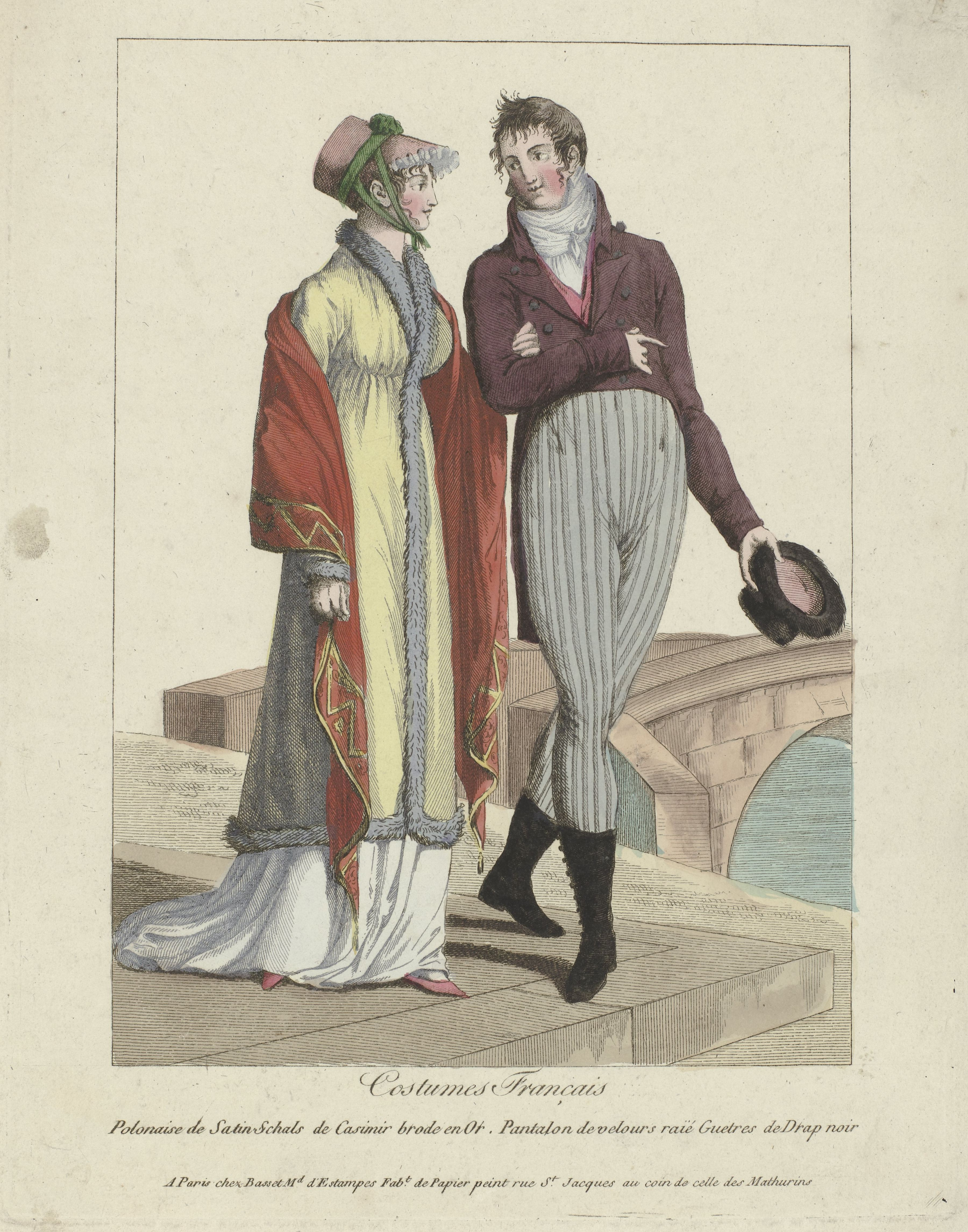
1799
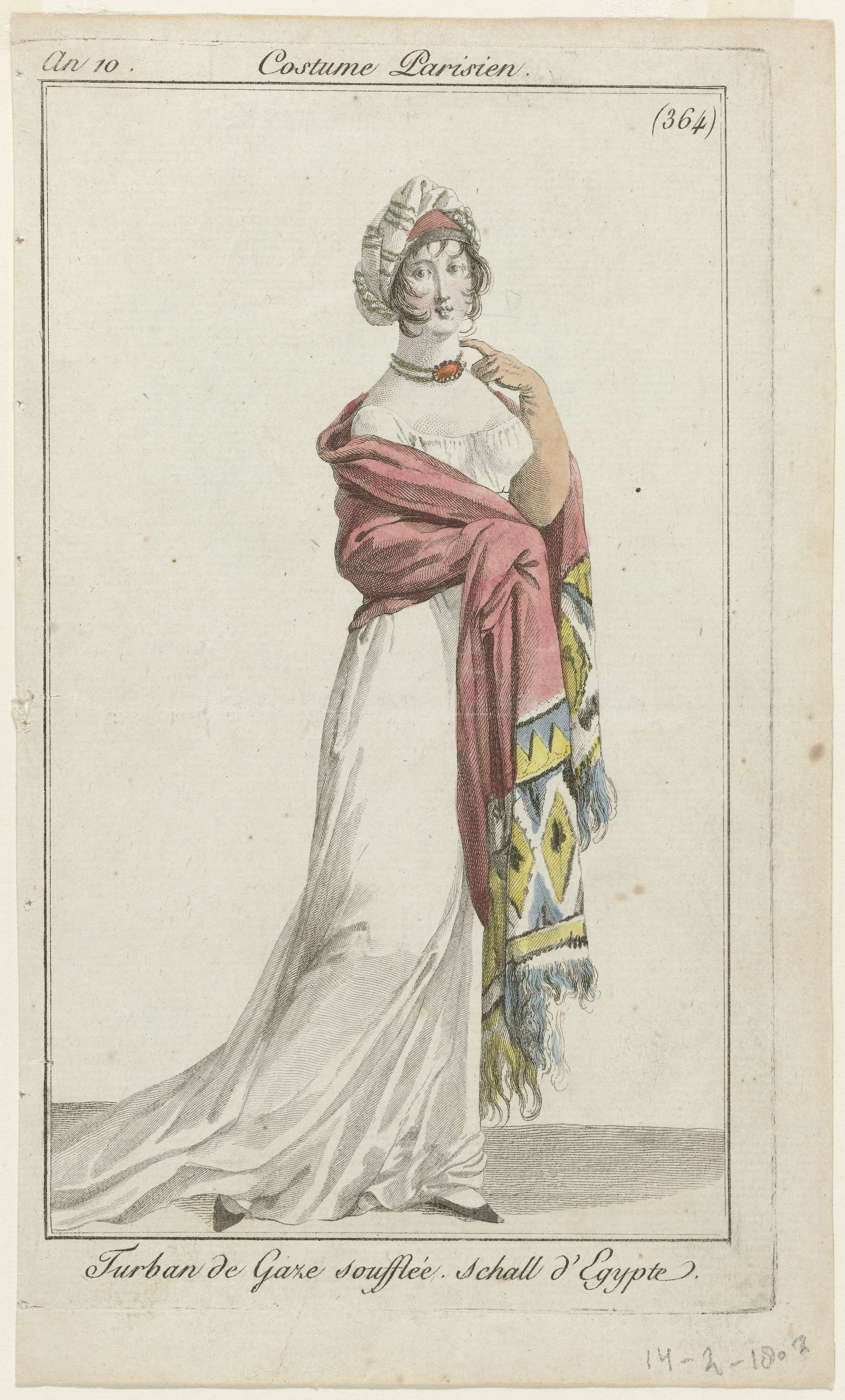
1802
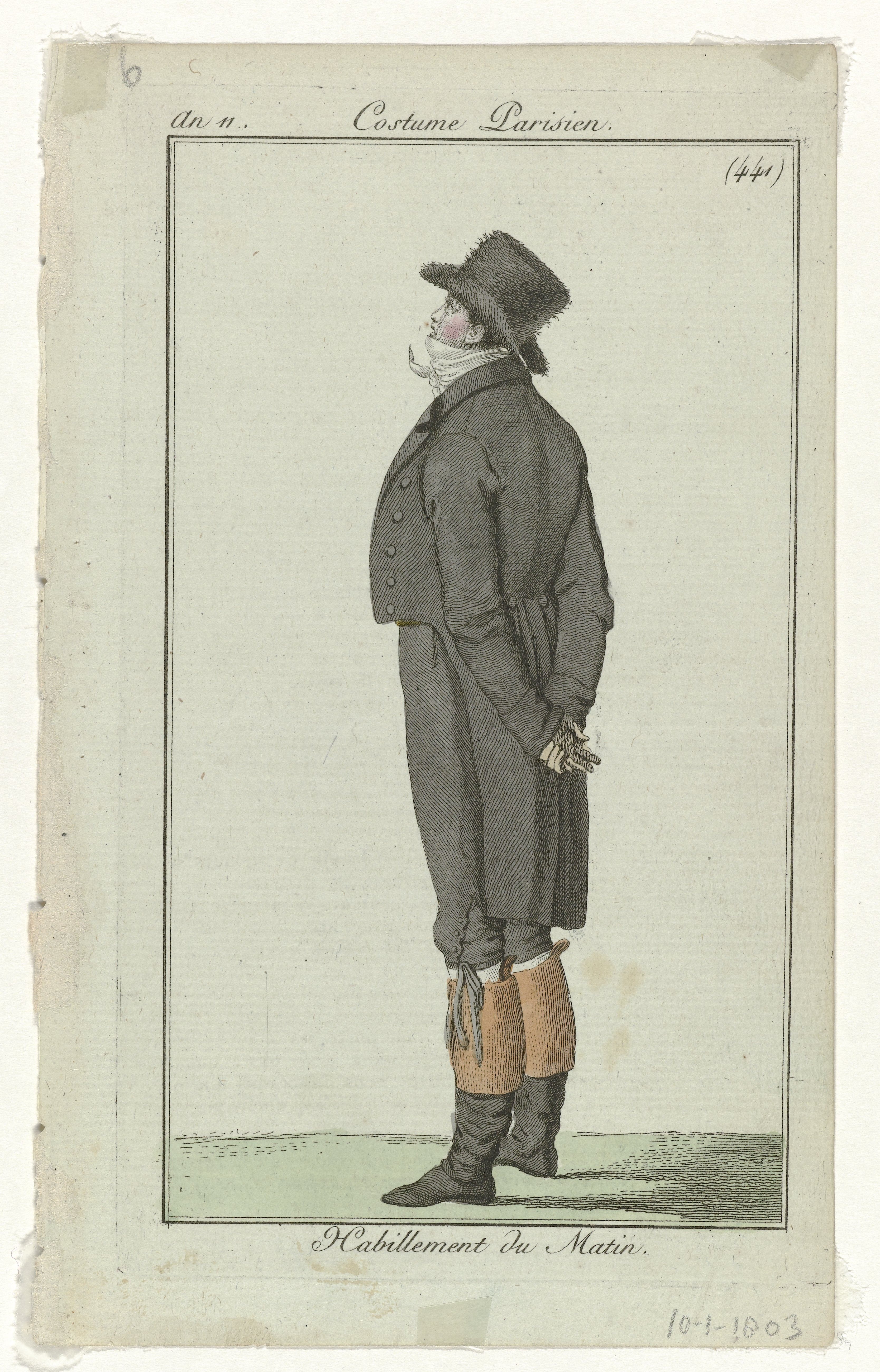
1803
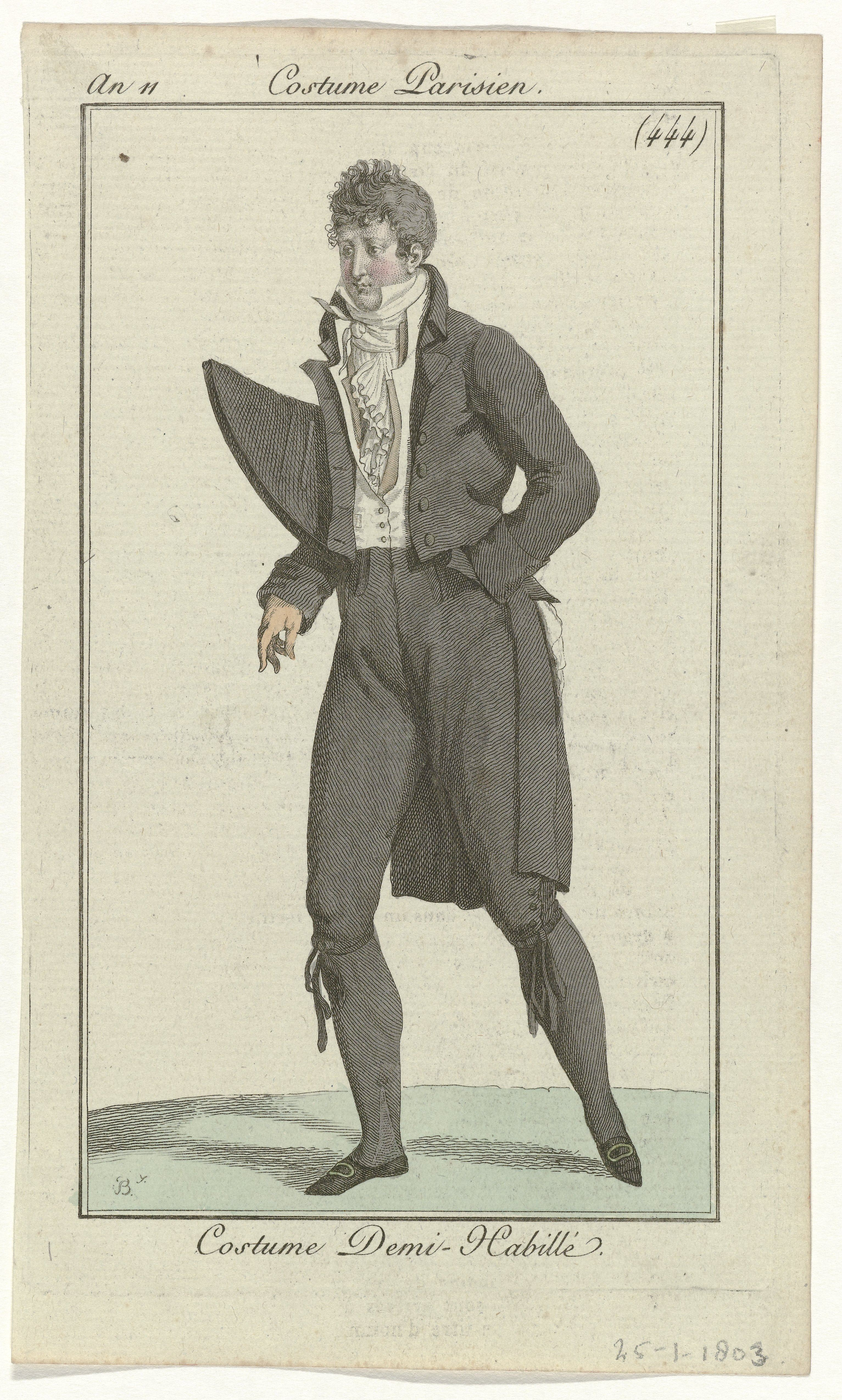
1803
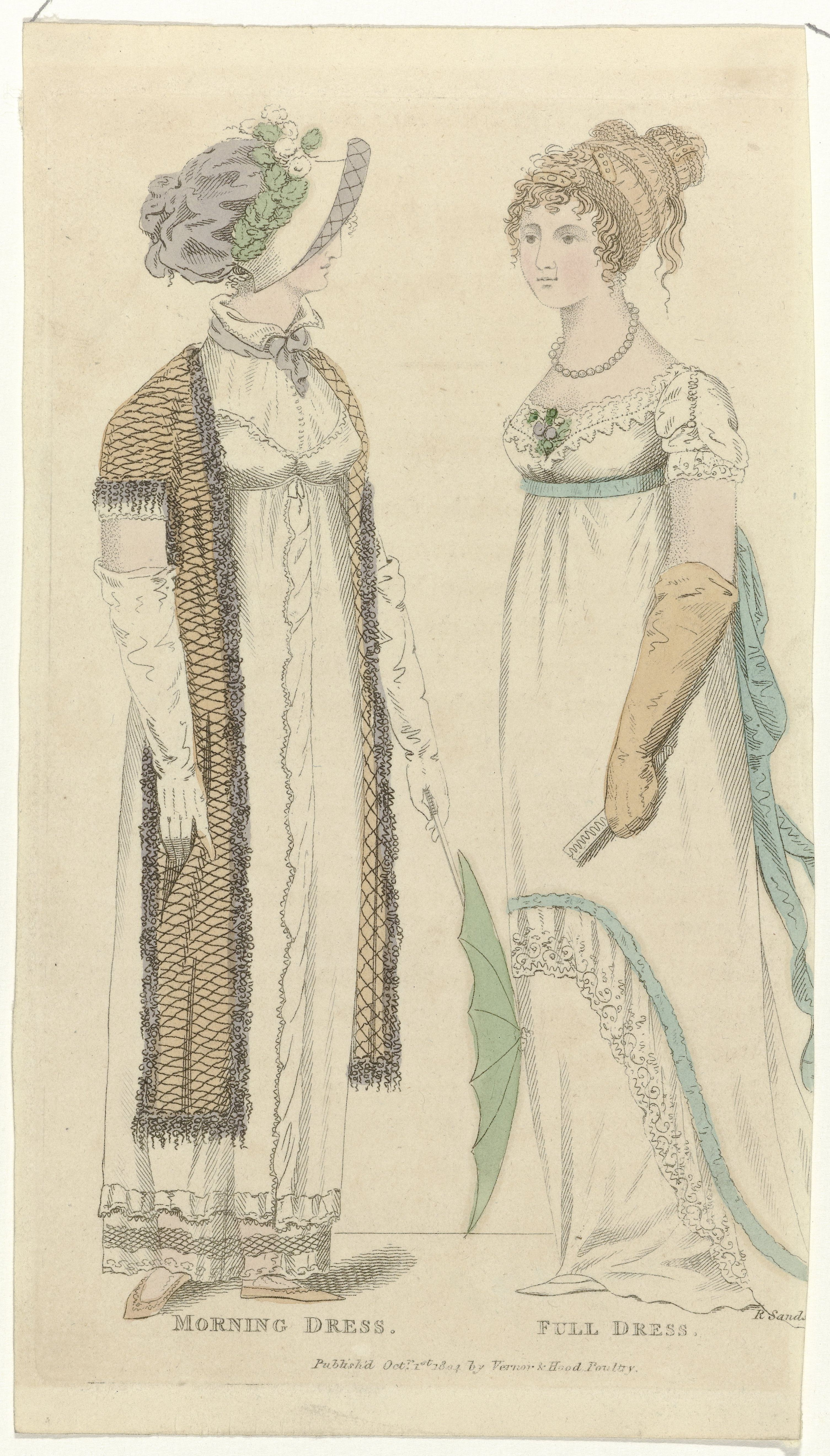
1804
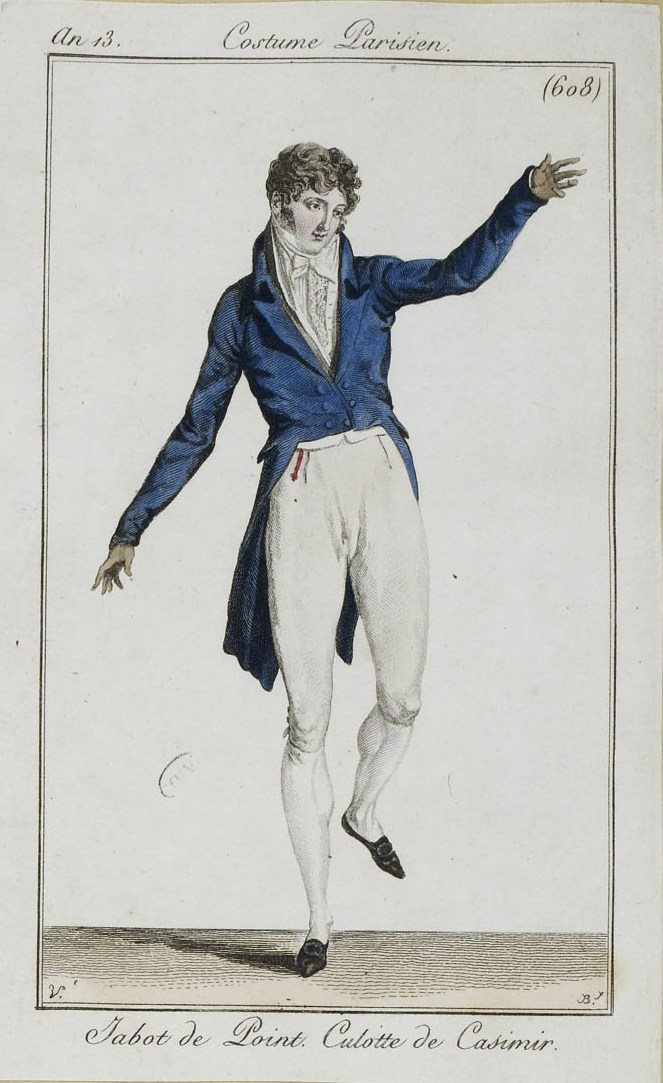
1804
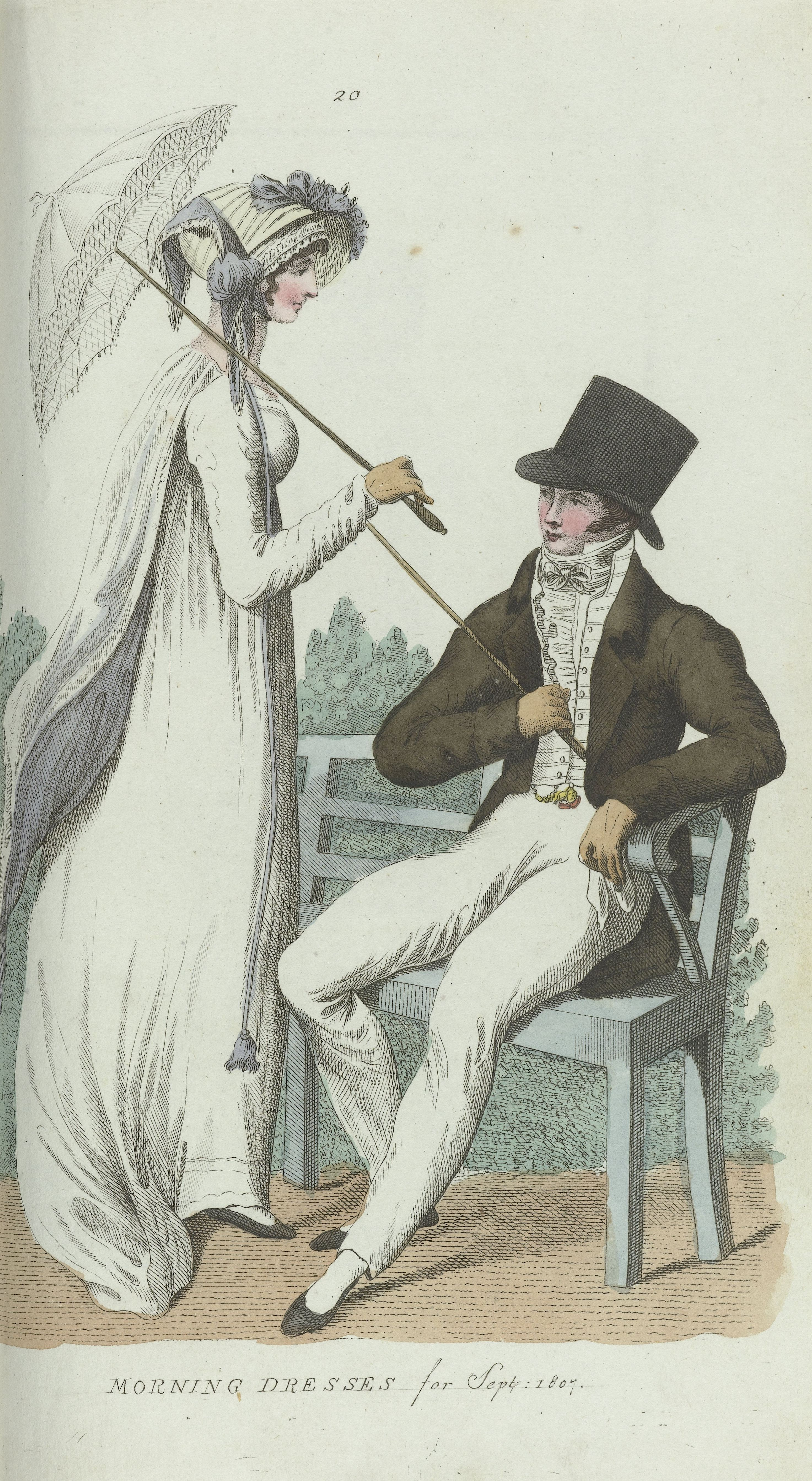
1807
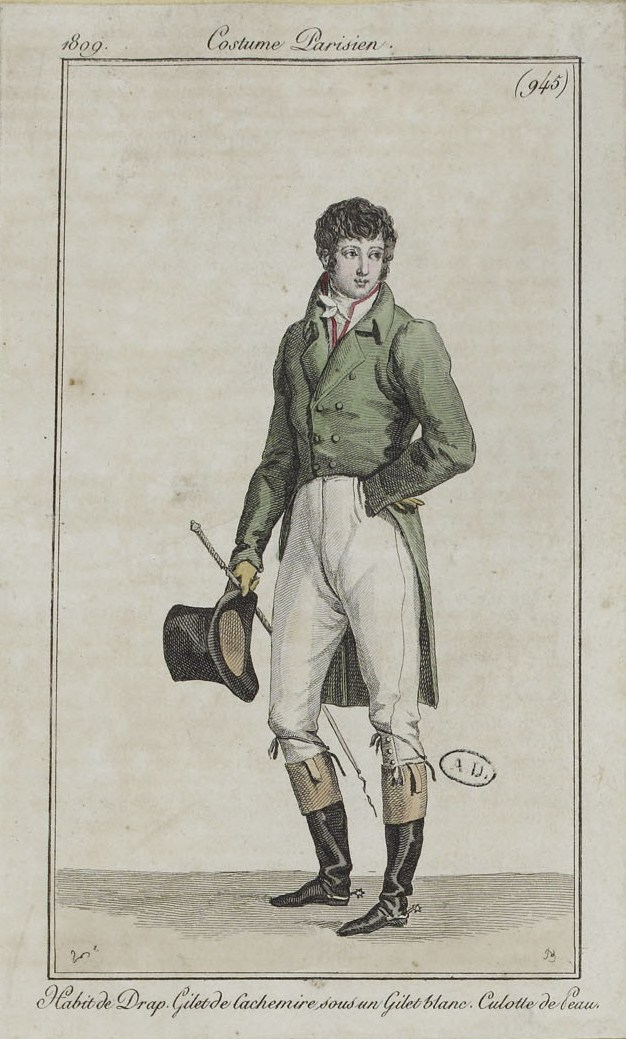
1809
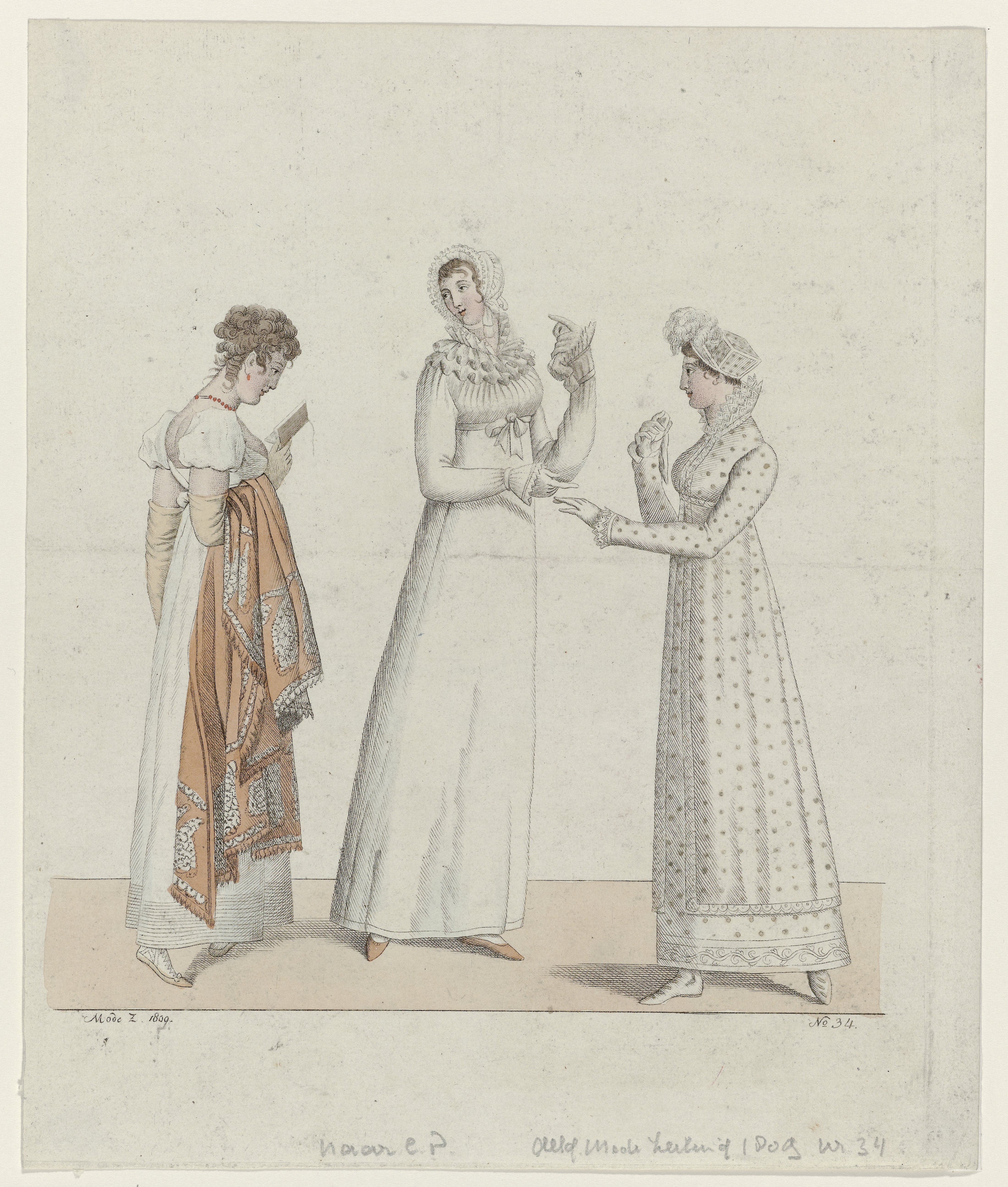
1809
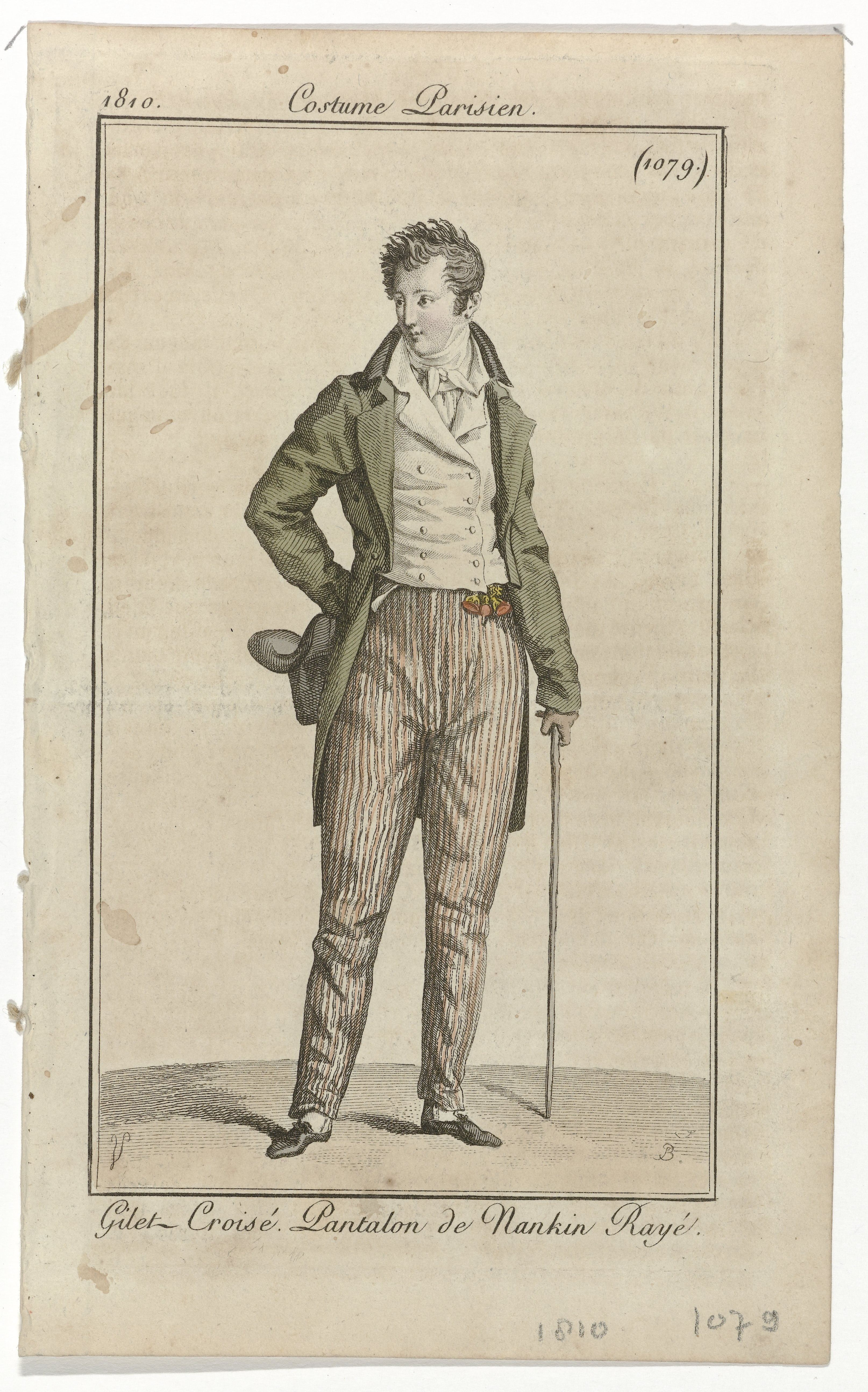
1810
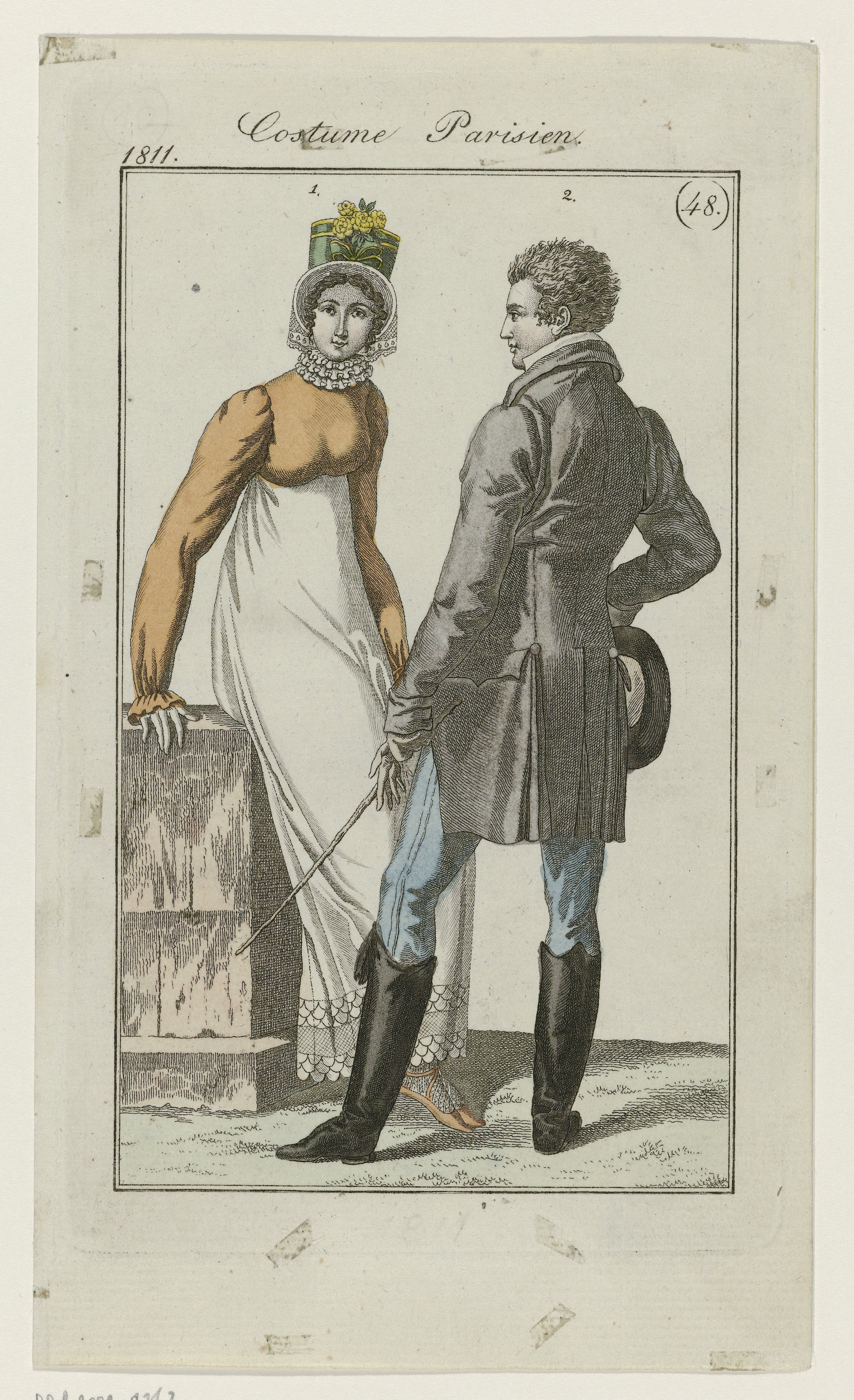
1811
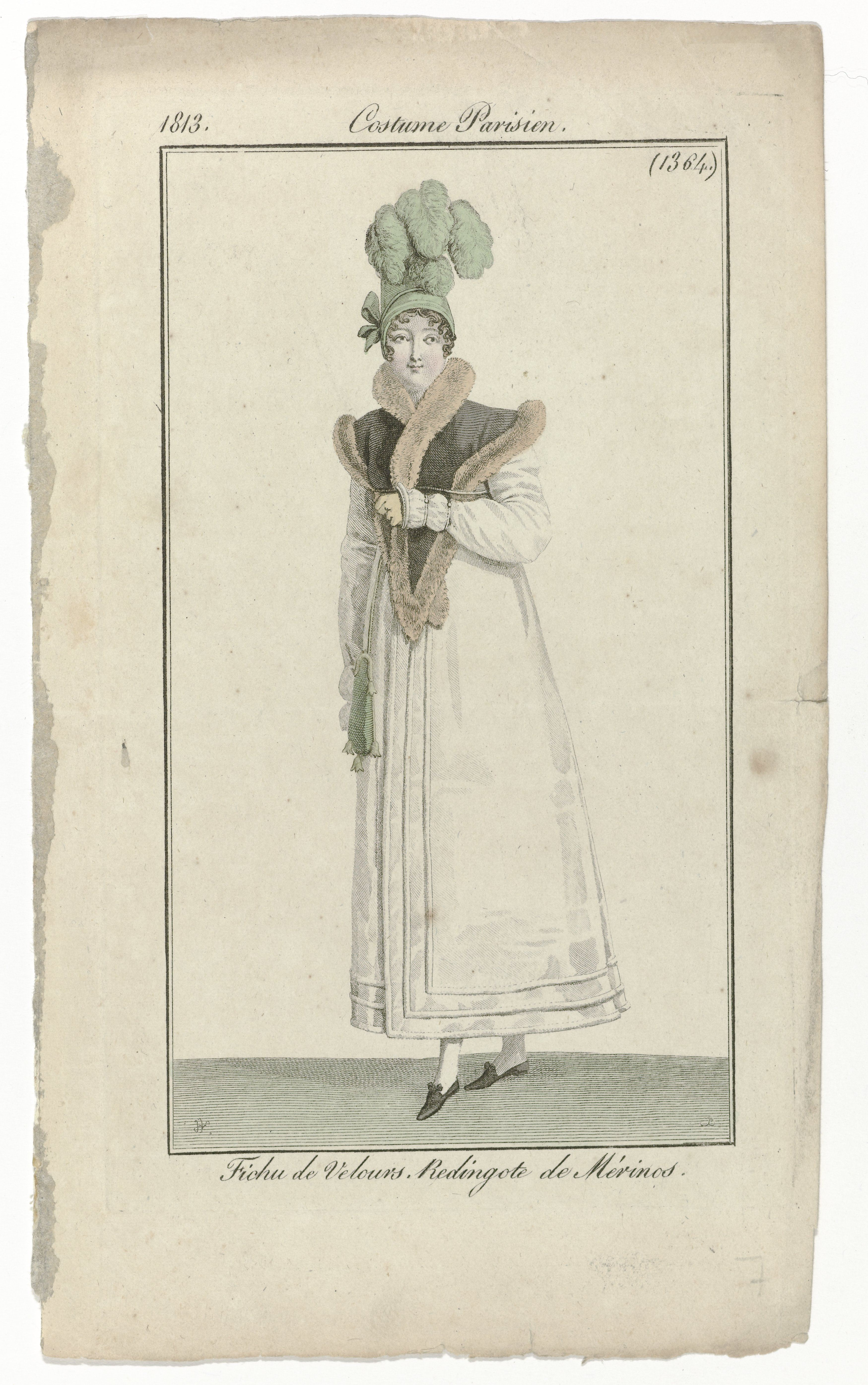
1813
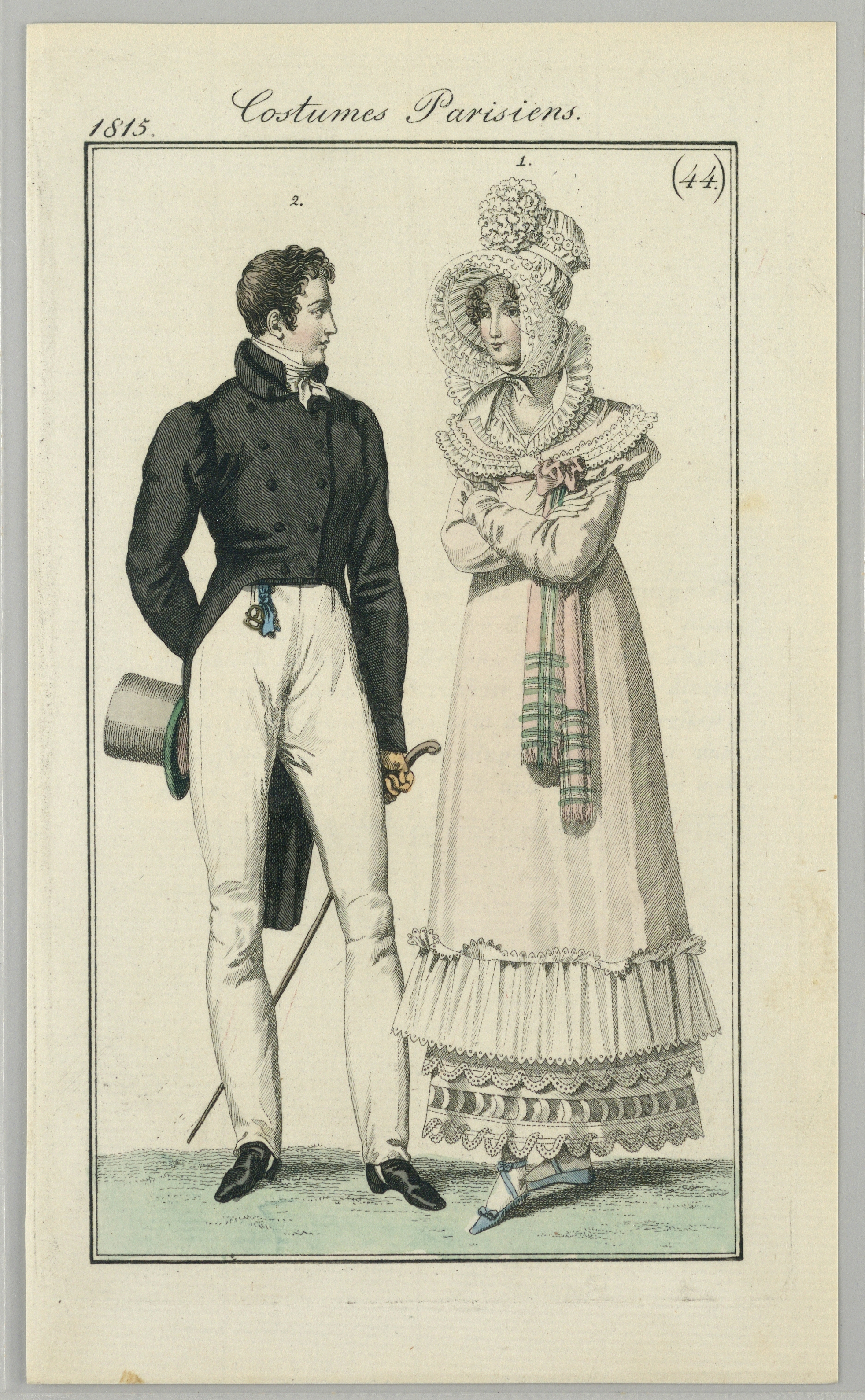
1815
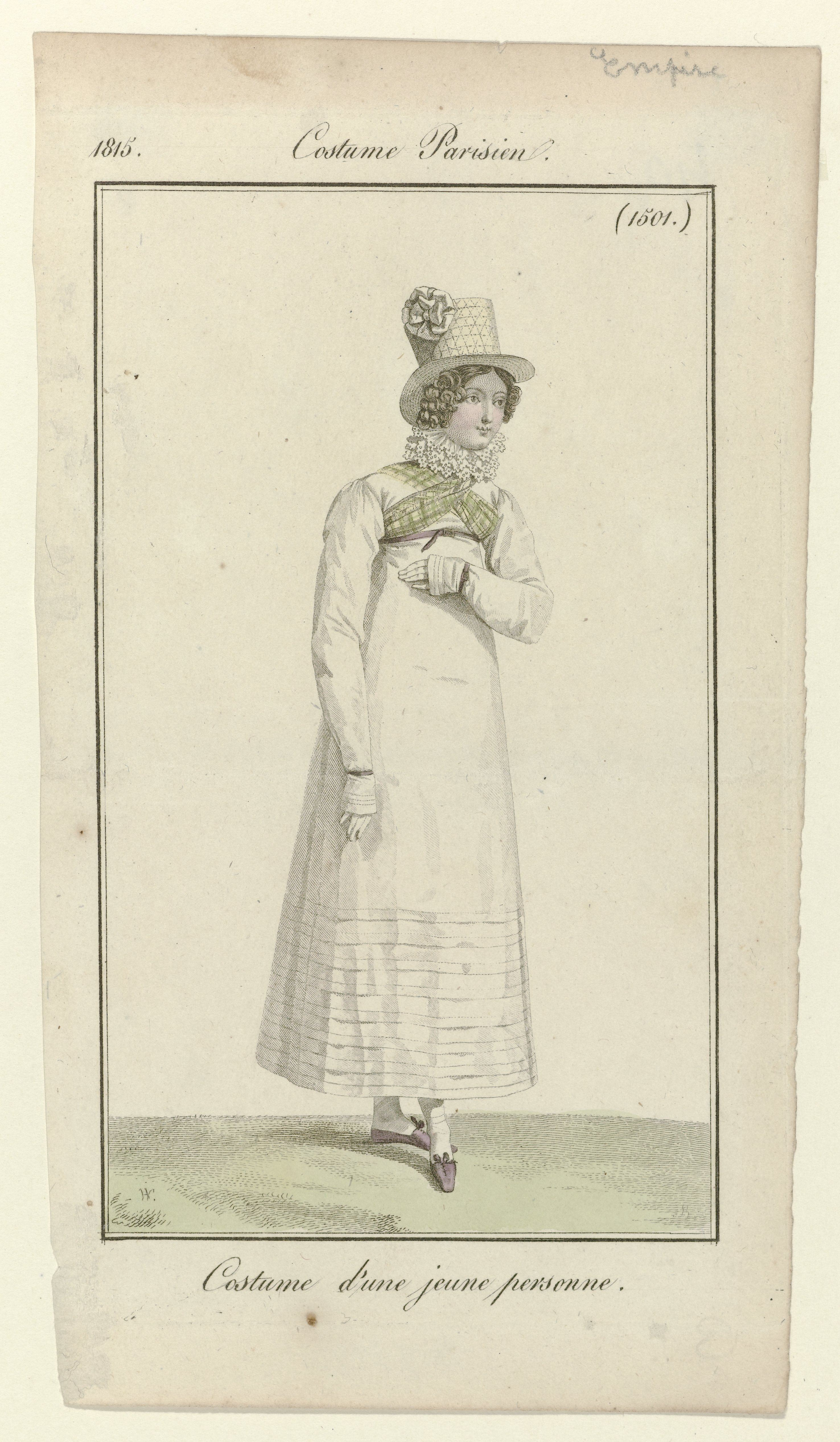
1815
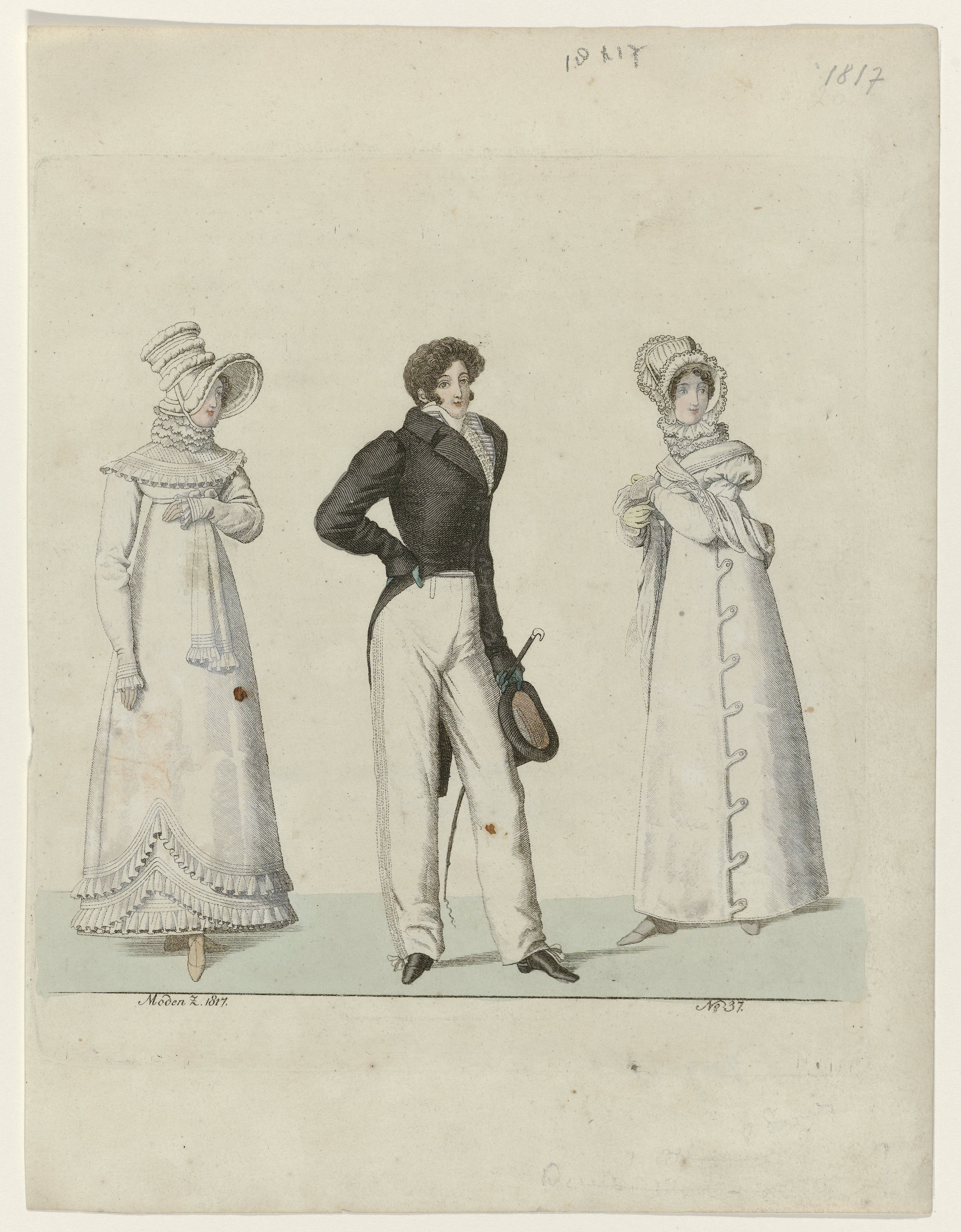
1817
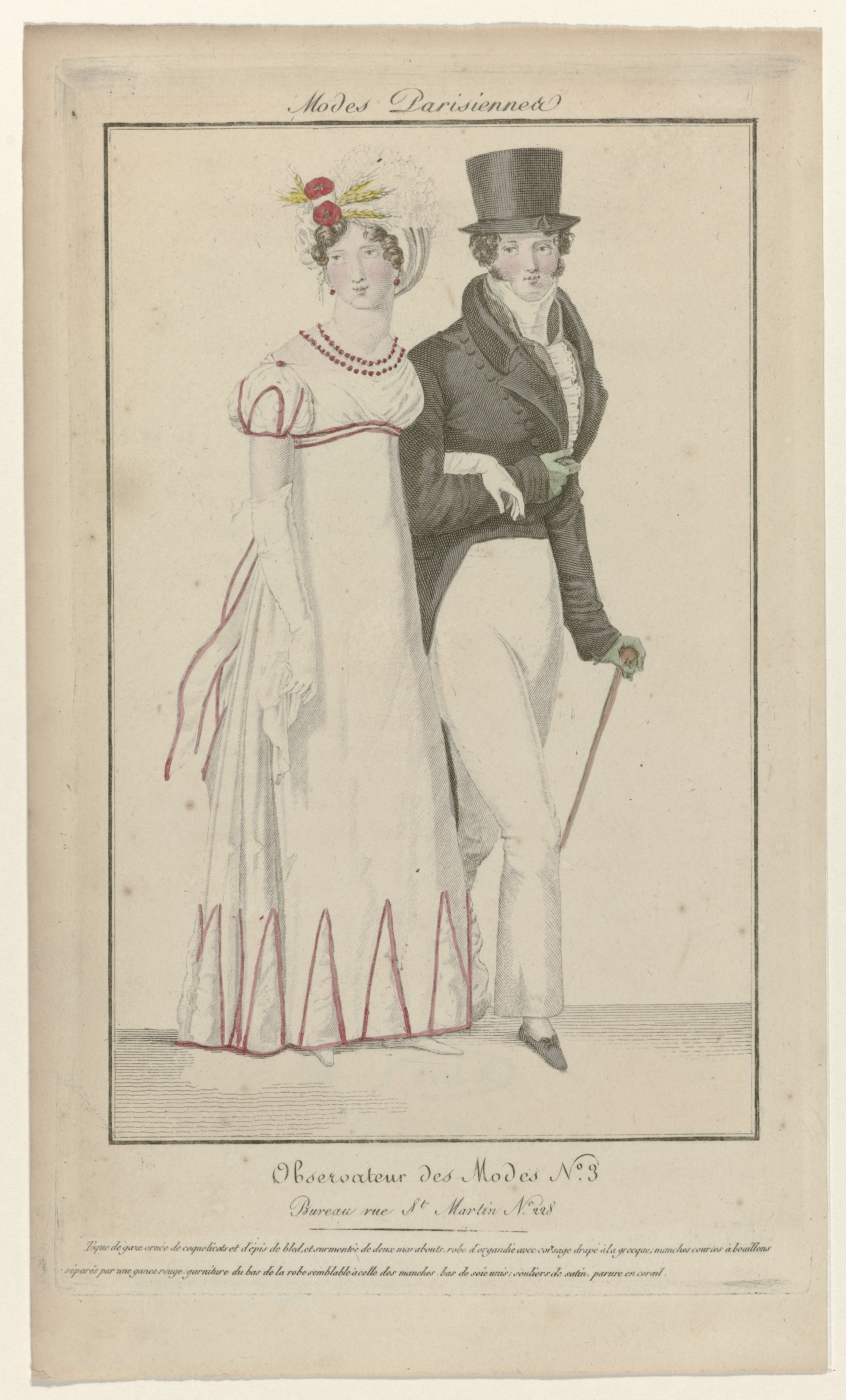
1818
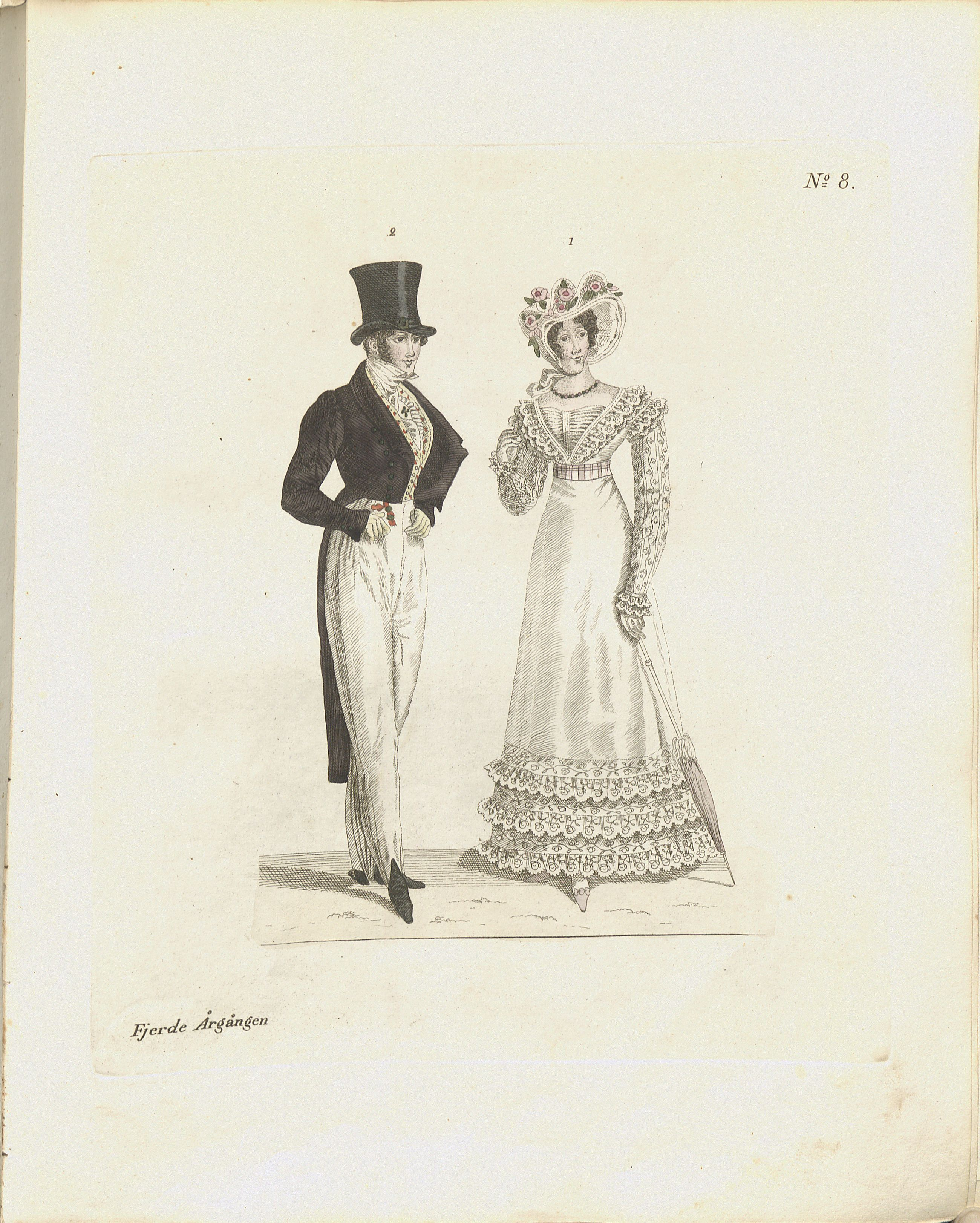
1821